# Tam Điệp
Tam Điệp là một thành phố cũ thuộc tỉnh Ninh Bình, Việt Nam.
Thành phố Tam Điệp là một địa danh cổ, nằm bên dãy núi Tam Điệp hùng vĩ, nơi có nhiều di chỉ khảo cổ học từ thời tiền sử và cũng là vùng đất có vị trí quan trọng về quân sự qua các thời kỳ lịch sử. Hiện Tam Điệp vẫn giữ vị trí tiền trạm của miền Bắc, là nơi đặt trụ sở Quân đoàn 12, một Binh đoàn chủ lực của lực lượng quân đội nhân dân Việt Nam. Tam Điệp còn được gọi là thành phố hoa đào, thủ phủ của thương hiệu đào phai Tam Điệp và các đặc sản khác như chè Trại Quang Sỏi và dứa Đồng Giao.

## Địa lý

### Vị trí địa lý
Thành phố Tam Điệp nằm ở phía tây nam của tỉnh Ninh Bình, nằm cách thành phố Hoa Lư khoảng 14 km về phía tây nam, cách trung tâm thủ đô Hà Nội khoảng 105 km, cách trung tâm thành phố Hải Phòng khoảng 165 km, có vị trí địa lý:
- Phía đông giáp huyện Yên Mô
- Phía tây giáp huyện Nho Quan và huyện Thạch Thành, tỉnh Thanh Hóa
- Phía nam giáp thị xã Bỉm Sơn và huyện Hà Trung, tỉnh Thanh Hóa
- Phía bắc giáp thành phố Hoa Lư.

Thành phố Tam Điệp nằm ở vị trí cửa ngõ phía Tây Nam của tỉnh, có vị trí chiến lược quan trọng cả về kinh tế - xã hội và quốc phòng của Việt Nam nói chung và của tỉnh Ninh Bình nói riêng; là một trong ba vùng kinh tế trọng điểm trong chiến lược phát triển kinh tế - xã hội của Ninh Bình, thành phố có nhiều tiềm năng lợi thế, đặc biệt là lợi thế trong phát triển công nghiệp, dịch vụ, du lịch, phát triển đô thị.
Trên địa bàn thành phố có hai tôn giáo chính: Phật giáo và Thiên Chúa giáo. 10% dân số theo đạo Thiên Chúa.

### Điều kiện tự nhiên
Tam Điệp có địa hình phức tạp. Vùng đồi núi tập trung nhiều ở rìa phía Tây thành phố thuộc dãy núi Tam Điệp. Một số khu vực phía Bắc có núi nằm xen kẽ đồng bằng, một phần thuộc dãy núi Tràng An. Khu vực núi Tam Điệp chứa đựng nhiều tiềm năng khoáng sản như đá vôi, đất sét, quặng.
Sông lớn nhất qua Tam Điệp là sông Bến Đang chảy dọc rìa phía đông với chiều dài khoảng 10 km. Thành phố cũng có một số con suối điển hình như: Suối Tam Điệp dài 2 km, chảy qua các phường Tây Sơn, Trung Sơn rồi đổ vào hồ Yên Thắng. Suối Đền Rồng dài 10 km, chảy từ xã Phú Long Nho Quan qua Quang Sơn, Nam Sơn rồi đổ vào sông Tam Điệp ở Bỉm Sơn.
Tam Điệp có 8 hồ nước gồm hồ Yên Thắng chung với huyện Yên Mô và 7 hồ khác là hồ Mùa Thu, hồ Lồng Đèn, hồ Núi Vá, hồ Mang Cá, hồ Bống, hồ Lỳ và hồ Sòng Cầu.

## Hành chính

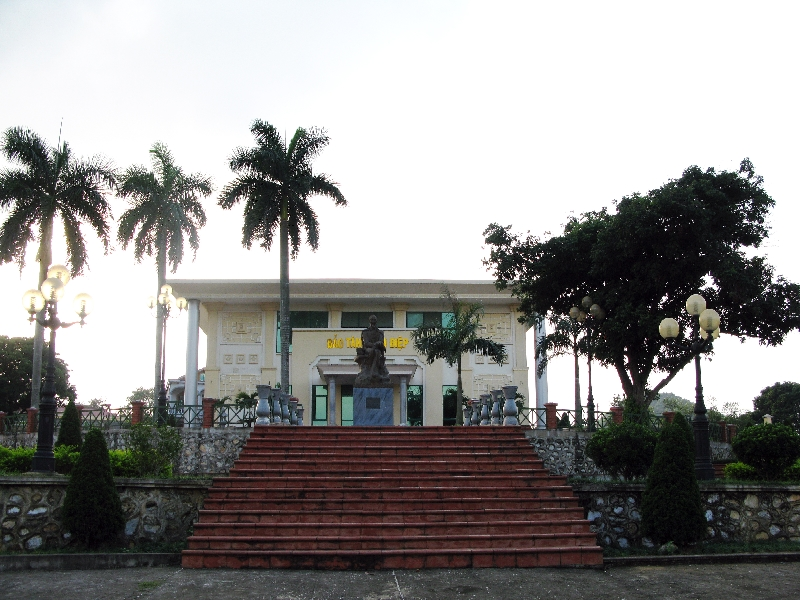
Bảo tàng thành phố Tam Điệp

Thành phố Tam Điệp có 9 đơn vị hành chính cấp xã trực thuộc, bao gồm 6 phường: Bắc Sơn, Nam Sơn, Tân Bình, Tây Sơn, Trung Sơn, Yên Bình và 3 xã: Đông Sơn, Quang Sơn, Yên Sơn.
| \| Tên \| Diện tích năm 2019 (km²)[8] \| Dân số năm 2019 (người) \| Mật độ (người/km²) \| \| ---------- \| --------------------------- \| ----------------------- \| ------------------ \| \| Phường (6) \| \| \| \| \| Bắc Sơn \| 3,14 \| 11.162 \| 3.554 \| \| Nam Sơn \| 13,39 \| 8.408 \| 627 \| \| Tân Bình \| 7,50 \| 5.588 \| 745 \| \| Tây Sơn \| 2,78 \| 4.402 \| 1.583 \| \| Trung Sơn \| 4,09 \| 9.826 \| 2.402 \| \| Yên Bình \| 4,63 \| 4.436 \| 958 \| \| Xã (3) \| \| \| \| \| Đông Sơn \| 20,68 \| 8.118 \| 392 \| \| Quang Sơn \| 35,21 \| 5.120 \| 145 \| \| Yên Sơn \| 13,52 \| 5.806 \| 429 \| \| Tổng \| 104,93 \| 62.866 \| 599 \| |                          |                         |                    |
| Nguồn: Công bố kết quả điều tra thực trạng kinh tế - xã hội của các dân tộc thiểu số trên địa bàn tỉnh Ninh Bình năm 2019 |                          |                         |                    |
| Tên | Diện tích năm 2019 (km²) | Dân số năm 2019 (người) | Mật độ (người/km²) |
| Phường (6) |                          |                         |                    |
| Bắc Sơn | 3,14                     | 11.162                  | 3.554              |
| Nam Sơn | 13,39                    | 8.408                   | 627                |
| Tân Bình | 7,50                     | 5.588                   | 745                |
| Tây Sơn | 2,78                     | 4.402                   | 1.583              |
| Trung Sơn | 4,09                     | 9.826                   | 2.402              |
| Yên Bình | 4,63                     | 4.436                   | 958                |
| Xã (3) |                          |                         |                    |
| Đông Sơn | 20,68                    | 8.118                   | 392                |
| Quang Sơn | 35,21                    | 5.120                   | 145                |
| Yên Sơn | 13,52                    | 5.806                   | 429                |
| Tổng | 104,93                   | 62.866                  | 599                |

## Lịch sử

### Lịch sử vùng đất Tam Điệp
Tam Điệp là một vùng đất cổ, những dấu tích người tiền sử ở dãy núi Tam Điệp cho thấy từ xa xưa nơi đây đã là một cái nôi của loài người. Tam Điệp nằm ở vùng giao thoa giữa các khu vực: Tây Bắc, đồng bằng sông Hồng và Bắc Trung Bộ. Đặc điểm đó đã tạo ra một nền văn hóa tương đối năng động, mang đặc trưng khác biệt trên nền tảng văn minh châu thổ sông Hồng. Đây là vùng đất phù sa cổ ven chân núi có con người cư trú từ rất sớm. Các nhà khảo cổ học đã phát hiện trầm tích ở Núi Ba thuộc nền văn hóa Tràng An thời kỳ đồ đá cũ và một số hang động ở Tam Điệp có di chỉ cư trú của con người thời văn hoá Hoà Bình.
Về mặt quân sự, Tam Điệp giữ một vị trí quan trọng vì đèo Ba Dội nằm trong dãy Tam Điệp trước đây là một cửa giao thông hiểm yếu giữa Ninh Bình và Thanh Hóa, dùng đường bộ từ Thăng Long vào Thanh Hóa hay từ Đàng Trong ra Đàng Ngoài, đều phải vượt đèo này. Hiện tại, nơi đây là đại bản doanh của Quân đoàn 1 - Binh đoàn Quyết Thắng, là một trong bốn binh đoàn chủ lực của quân đội nhân dân Việt Nam. Ngoài ra còn đơn vị quân đội khác đóng quân trên địa bàn thành phố là Lữ đoàn công binh 279 ở phường Nam Sơn.
Thời thuộc nhà Hán, đèo Tam Điệp được gọi là Cửu Chân Quan, là cửa ải giữa quận Cửu Chân và quận Giao Chỉ. Sau khi cuộc khởi nghĩa Hai Bà Trưng thất bại, căn cứ Cấm Khê mất, một số nghĩa quân lui xuống vùng Tam Điệp - Thần Phù để tiếp tục cuộc chiến đấu. Đầu thế kỷ 10, Dương Đình Nghệ và Ngô Quyền đã dựa vào sự hiểm trở của Tam Điệp để xây dựng và bảo vệ lực lượng ở Thanh Hóa, rồi tiến ra đánh bại quân xâm lược Nam Hán ở thành Đại La và sông Bạch Đằng. Trong cuộc kháng chiến chống quân Mông- Nguyên, triều đình nhà Trần đã sử dụng bức trường thành Tam Điệp để bảo vệ hậu phương Ái Châu - Diễn Châu và làm chỗ dựa cho căn cứ Thiên Trường - Trường Yên. Năm 1527, nhà Mạc thay nhà Hậu Lê. Nhà Mạc tách lấy hai phủ Trường Yên và Thiên Quan của thừa tuyên Sơn Nam làm Thanh Hoa ngoại trấn. Vì lúc ấy, nhà Mạc chiếm giữ từ dãy núi Tam Điệp trở ra Bắc để chống lại nhà Hậu Lê. Vua Lê Trang Tông đã đắp lũy ở Tam Điệp để chống quân Mạc.
Vùng đất Tam Điệp là phòng tuyến kháng chiến của triều đại Tây Sơn thế kỷ 18, mảnh đất gắn với tên tuổi của anh hùng Quang Trung trong sự nghiệp giải phóng Thăng Long. Do ở vào vị trí chiến lược ra Bắc vào Nam, vùng đất này đã chứng kiến nhiều sự kiện lịch sử oai hùng của dân tộc mà dấu tích lịch sử còn để lại trong các địa danh và di tích. Hệ thống các di tích lịch sử - văn hóa ở Tam Điệp gắn liền với tín ngưỡng thờ phụng vua Quang Trung.
Cũng như các vùng miền núi Ninh Bình, Dãy núi đá vôi ở Tam Điệp tạo ra nhiều hang động kỳ thú như: động Trà Tu, động Tam Giao. Một yếu tố khác vô cùng quan trọng, góp phần không nhỏ làm nên diện mạo đa dạng, phong phú của văn hoá Ninh Bình, đó là sự lưu lại dấu ấn văn hoá của các tao nhân mặc khách khi qua vùng sơn thanh thủy tú này. Các đế vương, công hầu, khanh tướng, danh nhân văn hoá lớn về đây, xếp gương, đề bút, sông núi hoá thành thi ca như bài "Cửu Chân Quan" của Ngô Thì Sĩ và tấm bia khắc bài thơ "Quá Tam Điệp sơn" của vua Thiệu Trị làm năm 1842 khi đi tuần du qua núi Tam Điệp... Nhân cách bác học và phẩm cách văn hoá lớn của các danh nhân đó đã thấm đẫm vào tầng văn hoá địa phương, được nhân dân tiếp thụ, sáng tạo, làm giàu thêm sắc thái văn hoá Ninh Bình.

### Lịch sử đô thị Tam Điệp
Ngày 28 tháng 1 năm 1967, Bộ Nội vụ ban hành Quyết định Quyết định 27-NV. Theo đó, thành lập thị trấn nông trường Đồng Giao thuộc huyện Yên Mô.
Ngày 23 tháng 2 năm 1974, thị trấn Tam Điệp được thành lập trực thuộc tỉnh Ninh Bình, gồm các khu vực cơ quan, xí nghiệp đóng trên đất nông trường Đồng Giao ở dọc quốc lộ 1, nông trường Đồng Giao, nông trường Tam Điệp, hợp tác xã Mùa Thu (xã Yên Đồng, huyện Yên Mô) và hợp tác xã Quang Sỏi (xã Yên Sơn, huyện Yên Mô).
Ngày 27 tháng 12 năm 1975, tỉnh Ninh Bình hợp nhất với tỉnh Nam Hà thành tỉnh Hà Nam Ninh, thị trấn Tam Điệp trực thuộc tỉnh Hà Nam Ninh.
Ngày 27 tháng 4 năm 1977, Hội đồng Chính phủ ban hành Quyết định 125-CP. Theo đó, hợp nhất huyện Yên Mô, 10 xã của huyện Yên Khánh và thị trấn Tam Điệp thành huyện Tam Điệp.
Sau khi hợp nhất, huyện Tam Điệp có thị trấn Tam Điệp (huyện lỵ) và 26 xã: Yên Bình, Yên Sơn, Khánh Thượng, Khánh Dương, Khánh Thịnh, Yên Thắng, Yên Hòa, Yên Phong, Yên Từ, Yên Thành, Yên Mỹ, Yên Nhân, Yên Mạc, Yên Lâm, Yên Thái, Yên Đồng, Khánh Hòa, Khánh Phú, Khánh An, Khánh Cư, Khánh Vân, Khánh Ninh, Khánh Hải, Khánh Lợi, Khánh Tiên, Khánh Thiện.
Ngày 17 tháng 12 năm 1982, Hội đồng Bộ trưởng ban hành Quyết định số 200-HĐBT. Theo đó, tách thị trấn Tam Điệp và hai xã Yên Bình, Yên Sơn thuộc huyện Tam Điệp để thành lập thị xã Tam Điệp.
Sau khi thành lập, thị xã Tam Điệp có 7 đơn vị hành chính trực thuộc, gồm 3 phường: Bắc Sơn, Nam Sơn, Trung Sơn và 4 xã: Quang Sơn, Yên Bình, Yên Sơn, Đông Sơn.
Ngày 26 tháng 12 năm 1991, tỉnh Ninh Bình được tái lập từ tỉnh Hà Nam Ninh cũ, thị xã Tam Điệp trực thuộc tỉnh Ninh Bình.
Ngày 9 tháng 4 năm 2007, Chính phủ ban hành Nghị định số 62/2007/NĐ-CP. Theo đó:
- Thành lập phường Tân Bình trên cơ sở điều chỉnh 751,80 ha diện tích tự nhiên và 5.205 người của xã Yên Bình.
- Thành lập phường Tây Sơn trên cơ sở điều chỉnh 186,55 ha diện tích tự nhiên và 2.736 người của xã Quang Sơn; 37,71 ha diện tích tự nhiên và 1.429 người của phường Nam Sơn; 46,76 ha diện tích tự nhiên và 853 người của phường Bắc Sơn.

Từ đó, thị xã Tam Điệp có 5 phường và 4 xã trực thuộc.
Ngày 31 tháng 7 năm 2012, Bộ Xây dựng ban hành Quyết định số 708/QĐ-BXD công nhận thị xã Tam Điệp là đô thị loại III trực thuộc tỉnh Ninh Bình.
Ngày 10 tháng 4 năm 2015, Ủy ban Thường vụ Quốc hội ban hành Nghị quyết số 904/NQ-UBTVQH13 về việc thành lập phường Yên Bình thuộc thị xã Tam Điệp và thành lập thành phố Tam Điệp, tỉnh Ninh Bình.
Sau khi thành lập, thành phố Tam Điệp có 10.497,9 ha diện tích tự nhiên và 104.175 người với 9 đơn vị hành chính trực thuộc, gồm 6 phường và 3 xã.

## Kinh tế - xã hội

### Công nghiệp

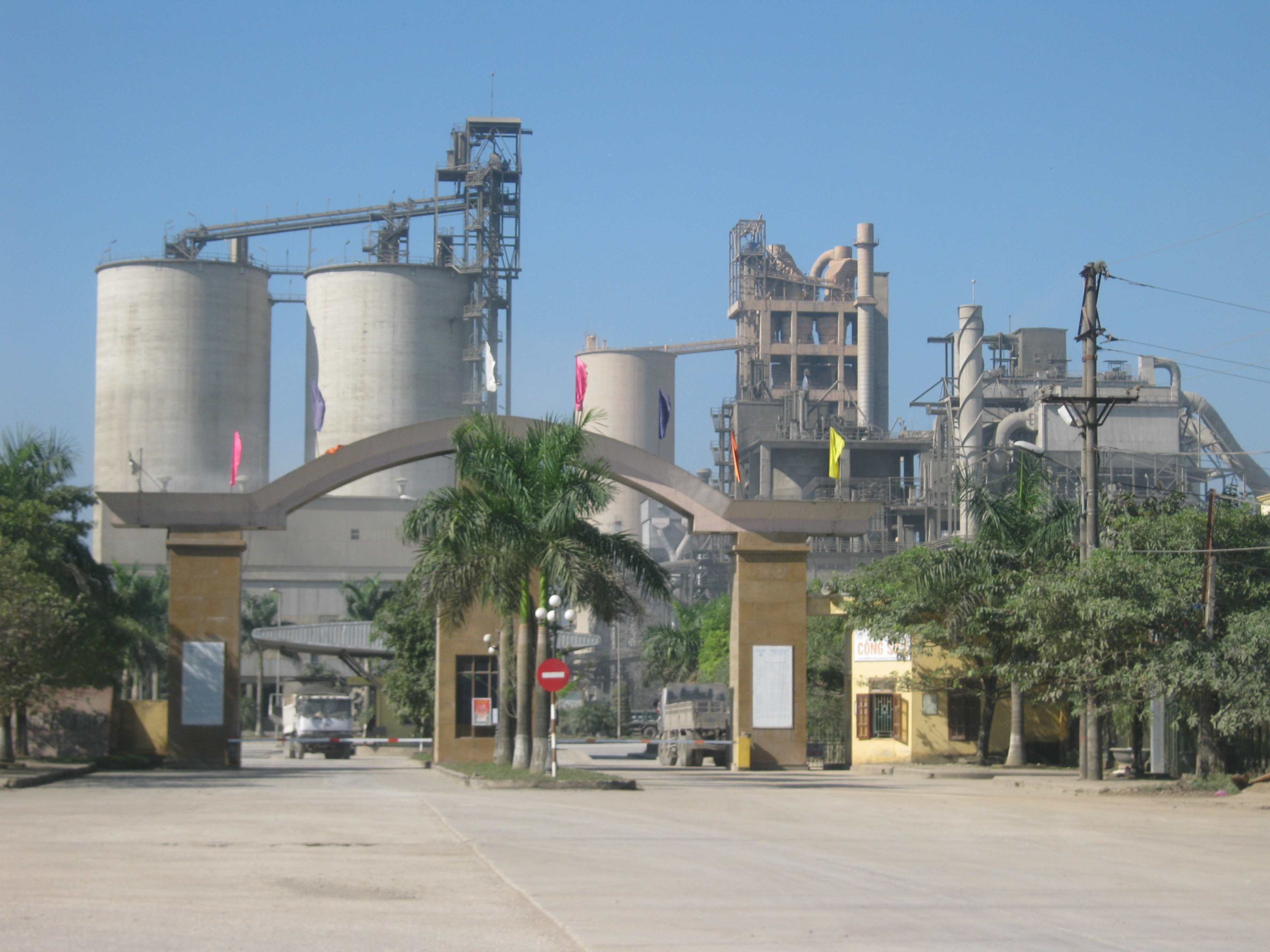
Nhà máy xi măng Tam Điệp

Tam Điệp là đô thị công nghiệp theo quy hoạch của Ninh Bình. Sau 30 năm kể từ ngày thành lập, Tam Điệp đã trở thành đô thị công nghiệp loại III với 2 khu công nghiệp Tam Điệp 1 và Tam Điệp 2, 10 nhà máy công nghiệp tập trung, 184 doanh nghiệp và cơ sở sản xuất công nghiệp, tiểu thủ công nghiệp... Tốc độ tăng trưởng kinh tế hàng năm từ 19 - 25% và đang có sự chuyển dịch cơ cấu kinh tế mạnh mẽ theo hướng tăng tỷ trọng ngành công nghiệp - xây dựng (75%), dịch vụ (21%), nông nghiệp (4%).

### Tiềm năng - thế mạnh
Công nghiệp Tam Điệp nổi bật với ngành công nghiệp sản xuất vật liệu xây dựng và chế biến nông sản. Với lợi thế về tài nguyên khoáng sản như đá vôi, đôlômit, đất sét, than bùn... và năng lực sản xuất của các chủ thể kinh tế hiện tại như các nhà máy xi măng Hướng Dương, Tam Điệp, The Vissai, Công ty cổ phần bê tông thép Ninh Bình..., Tam Điệp có lợi thế khá lớn về sản xuất, kinh doanh vật liệu xây dựng với các sản phẩm như: xi măng, gạch gói, thép xây dựng, bê tông đúc sẵn...
Thành phố Tam Điệp thuộc miền núi, nơi có trữ lượng đá vôi lớn dùng cho công nghiệp xi măng và vật liệu xây dựng, hiện tại thị xã có khu công nghiệp Tam Điệp 1 với diện tích 450 ha đã hoạt động và khu công nghiệp Tam Điệp 2. Năm 2010, giá trị sản xuất công nghiệp của Tam Điệp ước đạt 3.558 tỷ đồng, tăng 54% so với năm 2005, giá trị sản xuất công nghiệp ngoài quốc doanh tăng tới 266%. Tam Điệp phấn đấu đến năm 2015, giá trị sản xuất công nghiệp - xây dựng đạt 8.970 tỷ đồng, Tổng giá trị sản xuất đạt trên 12.000 tỷ đồng, đưa tỷ trọng công nghiệp - xây dựng chiếm 70% trong cơ cấu kinh tế của toàn thị xã.

### Công nghiệp - vật liệu xây dựng
Công nghiệp vật liệu xây dựng là ngành kinh tế nổi trội của Tam Điệp, đặc biệt là công nghiệp sản xuất xi măng. Trên địa bàn thành phố có các cơ sở sản xuất lớn như:
- Nhà máy xi măng Tam Điệp thuộc Công ty xi măng Tam Điệp là thành viên của Tổng Công ty công nghiệp xi măng Việt Nam được xây dựng trên địa bàn xã Quang Sơn, cách thủ đô Hà Nội 110 km về phía nam, cách Quốc lộ 1 1,5 km về phía tây. Nhà máy xi măng Tam điệp có công xuất 1,4 triệu tấn /năm, sản phẩm của nhà máy bao gồm Xi măng PC50, PCB40, PCB30 và Cliker Pcp40, Pcp50.[19]
- Nhà máy xi măng Hướng Dương công suất 1,8 triệu tấn /1 năm thuộc Công ty cổ phần xi măng Hướng Dương là doanh nghiệp tư nhân có trụ sở và dây chuyền sản xuất nằm trên diện tích 27 ha thuộc địa bàn phường Nam Sơn.
- Nhà máy cán thép Tam Điệp công suất 36 vạn tấn/năm.
- Công ty cổ phần sản xuất vật liệu xây lắp Tam Điệp: Sản xuất vật liệu xây dựng và nghiền xi măng; Xây dựng công trình.
- Công ty giầy Adora: với 100% vốn Đài Loan, thuộc tập đoàn giầy Hongfu chuyên sản xuất các loại giầy thể thao của các hãng nổi tiếng thế giới (Nike, Conveser...). Công ty hiện nay có 9 nhà xưởng, dảm bảo công ăn việc làm ổn định, thu nhập hấp dẫn cho trên 7000 công nhân.
- Nhà máy may mặc xuất khẩu PHOENIX
- Công ty thép KYOEI Việt Nam là doanh nghiệp FDI với 100% vốn đầu tư từ Nhật Bản (3 Cổ đông lớn: Tập đoàn thép Kyoei Japan, Tập đoàn Metal One Corporation và Tập đoàn Thép Marubeni - Itochu Inc). KSVC đi vào sản xuất từ tháng 3 năm 2012 với dây chuyền sản xuất hiện đại do hãng VAI POMINI – ITALIA cung cấp với 100% thiết bị mới của các hãng hàng đầu thế giới. Nhà máy có công suất 300.000 tấn/năm, hiện đang cung cấp cho thị trường các loại thép xây dựng chất lượng cao: Thép cuộn từ ф6 đến ф8, thép thanh vằn từ ф10 đến ф40. Tính đến hết tháng 12 năm 2013, KSVC đã vươn lên đứng thứ 4 tại thị trường miền Bắc với sản lượng bán hàng đạt 200.000 tấn/năm. Trong năm 2014, KSVC khởi công xây dựng "Nhà máy Luyện, Cán thép chất lượng cao" có công suất 500.000 tấn/năm tại Khu Công nghiệp Khánh Phú, huyện Yên Khánh, Ninh Bình, nâng tổng công suất của KSVC lên hơn 1 triệu tấn, trở thành đơn vị sản xuất thép có quy mô lớn thứ 2 miền Bắc.
- Khu công nghiệp Tam Điệp 1 và 2: nhà máy giày da xuất khẩu, Nhà máy sản xuất dụng cụ Y tế, Nhà máy gạch Vườn Chanh, Nhà máy gạch Tam Điệp...
- Các doanh nghiệp khác: Công ty sản xuất vật liệu giao thông 529, Doanh nghiệp tư nhân Việt Thắng, Công ty khí công nghiệp Ninh Bình, Công ty vật liệu nổ Công nghiệp Bắc Trung bộ, Xí nghiệp Bê tông Bưu điện 3, Công ty Công nghiệp Hóa chất mỏ Bắc Trung Bộ - MICCO, Đoàn Địa chất thủy văn - Địa chất công trình 47.

### Công nghiệp chế biến thực phẩm

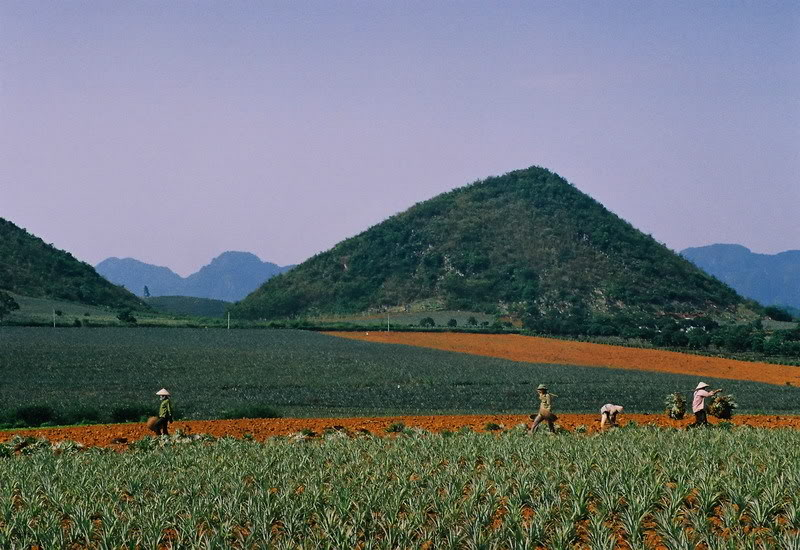
Nông trường dứa Đồng Giao

Công ty cổ phần thực phẩm xuất khẩu Đồng Giao là một trong những doanh nghiệp chế biến nông sản thực phẩm lớn nhất tại Việt Nam được thành lập từ ngày 26/12/1955 từ thị trấn nông trường Đồng Giao. Nhà máy chế biến rau quả xuất khẩu của Công ty thực phẩm xuất khẩu Đồng Giao với công suất 10.000 tấn sản phẩm/năm, dây chuyền nước dứa cô đặc 5.000 tấn/năm. Với diện tích canh tác hơn 5.500 hecta, thâm canh nhiều loại rau quả nhiệt đới như: dứa, cam, quýt, đu đủ, vải nhãn, na,ớt, lạc tiên... Tại đây còn trồng và canh tác nhiều loại cây có sản lượng cao như dưa chuột, ngô rau, măng, đậu co ve và nhiều cây ăn trái có chất lượng cao.

### Khu công nghiệp Tam Điệp
Tam Điệp có 2 khu công nghiệp tập trung trong danh sách 7 khu công nghiệp chính ở Ninh Bình:
- Khu công nghiệp Tam Điệp 1 có diện tích: 121 ha. Đây là khu công nghiệp đa ngành, gồm công nghiệp sản xuất vật liệu xây dựng, dệt may, gia công chế biến nông sản, thực phẩm...
- Khu công nghiệp Tam Điệp 2 cách trung tâm Thành phố Ninh Bình 15 km, cách trung tâm thành phố Tam Điệp 3 km. Khu công nghiệp Tam Điệp 2 có diện tích: 357 ha, là khu công nghiệp đa ngành, gồm chế tạo cơ khí, may mặc, vật liệu xây dựng, chế biến nông lâm sản.

### Dịch vụ
Chợ

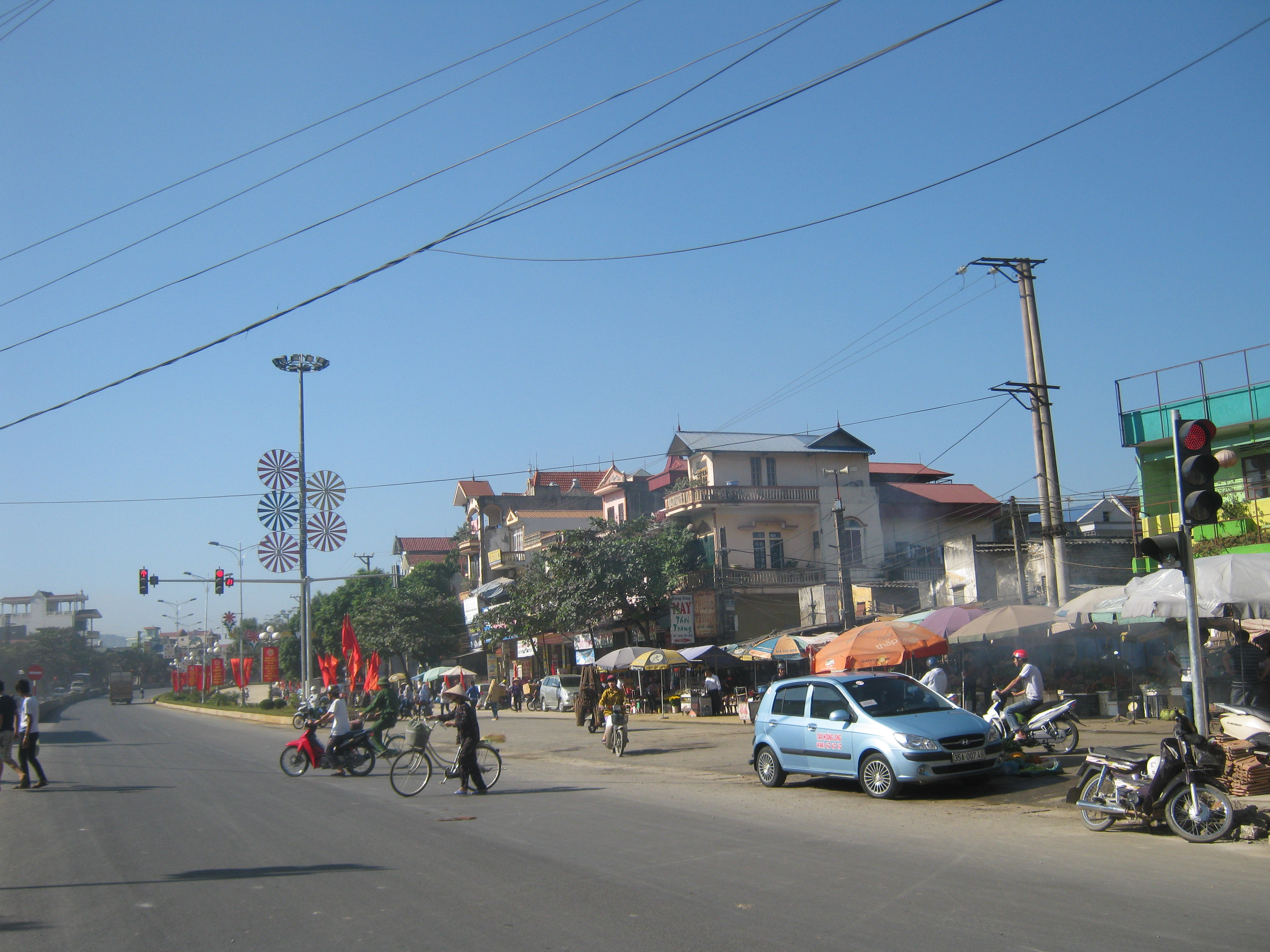
Ngã 3 Chợ Trưa

Tam Điệp có các chợ sau là được xếp hạng chợ loại 2, 3 ở Ninh Bình:
| - Chợ Đồng Giao (Chợ sáng) - Chợ Bắc Sơn (Chợ trưa) | - Chợ Yên Bình (Chợ chiều) - Chợ Đền Dâu | - Chợ Đông Sơn - Chợ Quang Sơn |

Chợ Đồng Giao hay còn được người dân ở đây gọi là Chợ sáng là chợ trung tâm của Thành phố Tam Điệp. Nằm ngay trên QL.1, chợ Đồng Giao hàng ngày có rất nhiều người đến mua sắm với nhiều mặt hàng đa dạng. 
Siêu thị;
Hệ thống các siêu thị phát triển khá đồng bộ như:
| - Siêu thị Viettel - Siêu thị thế giới Di Động | - Siêu thị Đồng Giao - Siêu thị điện máy Long Việt | - Siêu thị điện máy Thành Đồng - Siêu thị Viễn thông A |
| . Siêu thị FPT                                 |                                                    |                                                        |

Ngân hàng
| - Ngân hàng TMCP Hàng Hải Việt Nam (MSB)- Chi nhánh Ninh Bình- PGD Tam Điệp - Ngân hàng Thương mại Cổ phần Công thương Tam Điệp Vietinbank - Ngân hàng Nông nghiệp và Phát triển Nông thôn Tam Điệp AgriBank - Ngân hàng Đầu tư và Phát triển VN BIDV | - Ngân hàng Ngoại thương VietComBank - Ngân hàng Quân đội MB - Ngân hàng Dầu khí Toàn cầu GPBank - Ngân hàng Chính sách xã hội Việt Nam |

Hệ thống ATM:
- Vietinbank (Đường Đồng Giao, Cổng CS1 Trường Cao đẳng Việt Xô; Nhà máy xi măng Tam Điệp; Nhà máy giày da xuất khẩu)
- AgriBank (Đường Quang Trung, trước PGD Ngân hàng; Đền Dâu)
- BIDV (Đường Quang Trung; Đường Trần Phú)
- MB Bank (Khách sạn Xanh - cạnh siêu thị Viettel)
- TECHCOMBANK (Siêu thị Đồng Giao)

Giáo dục
Trên địa bàn Tam Điệp có 8 trường Tiểu học, 7 Trường Trung học cơ sở, 2 Trường THPT, 1 trung tâm giáo dục thường xuyên, 1 Trường Trung cấp, 3 Trường Cao đẳng:
- Trường Cao đẳng nghề Cơ điện Xây dựng Việt Xô (Dự kiến nâng cấp lên Trường Đại học)
- Trường Cao đẳng nghề Cơ giới Ninh Bình (Dự kiến nâng cấp lên Trường Đại học)
- Trường Cao đẳng nghề số 13 -Tổng cục hậu cần
- Trường Trung cấp nghề số 14 -Quân đoàn I
- Trường Trung học phổ thông Nguyễn Huệ, Ninh Bình - được thành lập năm 1980, là trường PTTH đạt chuẩn Quốc gia đầu tiên của Ninh Bình. Hàng năm có 100% học sinh đỗ tốt nghiệp. Vào năm 2009 trường thuộc Top 100 trường THPT có tỉ lệ đỗ Đại học cao trên Toàn quốc. Là lá cờ đầu trong khối thpt của cả tỉnh, chỉ đứng sau trường chuyên Lương Văn Tụy.
- Trường THPT Ngô Thì Nhậm, trước là trường Bán công của Thành phố. Sau đó trường đã được cho phép chuyển sang hệ công lập.

Y tế
Thành phố có 3 Bệnh viện, 1 trạm xá quân đội và 9 trung tâm y tế xã phường và hàng chục các phòng khám, điểm khám chữa bệnh khác.
- Bệnh viện Đa khoa thành phố Tam Điệp (Tổ 10 Phường Bắc Sơn)

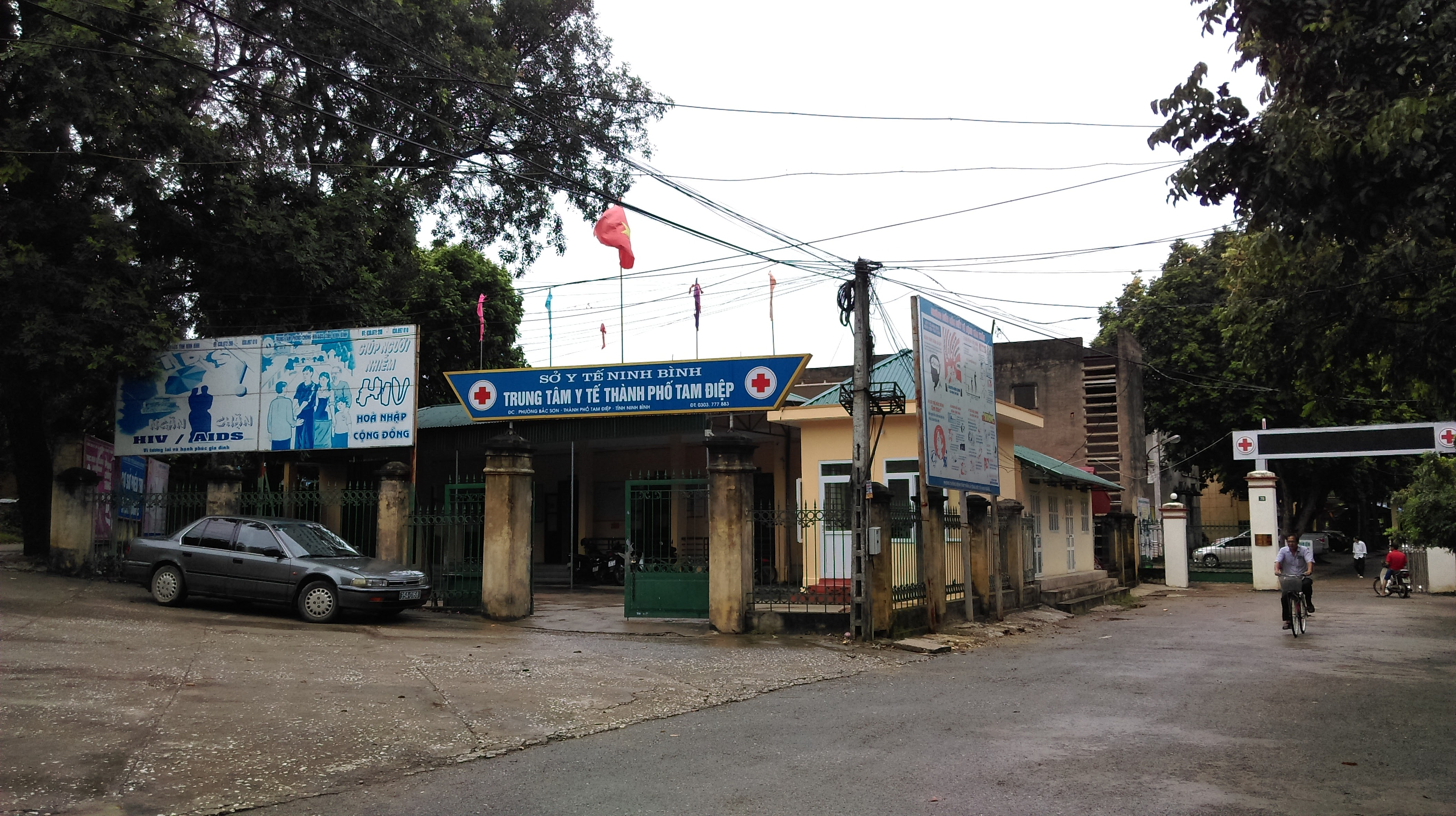
Trung tâm Y tế Thành phố Tam Điệp

- Bệnh viện Điều dưỡng phục hồi chức năng Ninh Bình (phường Tân Bình)
- Bệnh viện Chỉnh hình Tam Điệp (Tổ 2, phường Trung Sơn)
- Bệnh viện Quân y 145 (Dốc Diệm, Phường Trung Sơn)
- Các Trung tâm y tế xã/phường.
- Nông lâm nghiệp

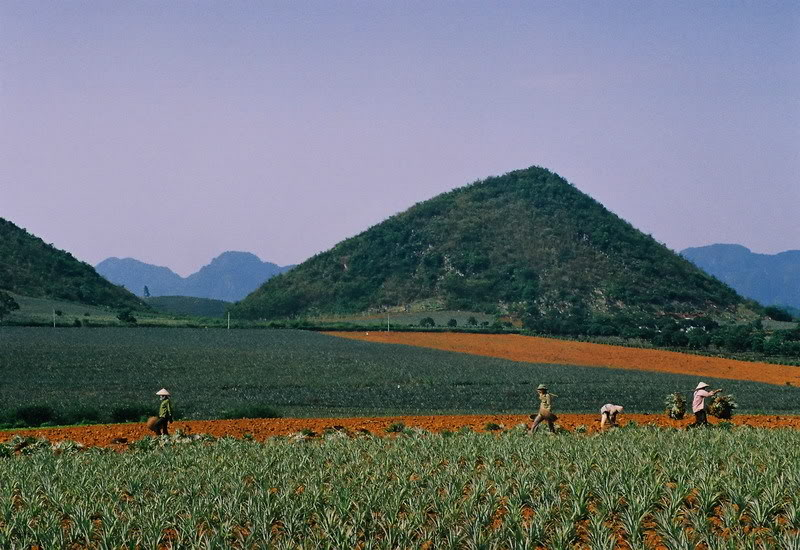
Nông trường Đồng Giao

Thành phố có diện tích lớn đất Feralit đỏ, vàng thích hợp trồng cây công nghiệp và ăn quả. Nông trường Đồng Giao là doanh nghiệp nhà nước đóng tại địa bàn có nhiệm vụ sản xuất và chế biến nông sản. Sản phẩm đặc trưng của Công ty Thực phẩm xuất khẩu Đồng Giao trồng trọt và chế biến các loại rau quả đóng hộp và rau quả tươi phục vụ nhu cầu tiêu dùng nội địa và xuất khẩu như dứa Đồng Giao, lạc, vải, ngô, đu đủ, ớt...
Tam Điệp cũng có làng nghề trồng đào Đông Sơn nổi tiếng với thương hiệu đào phai Tam Điệp cung cấp cho thị trường miền Bắc và Bắc Trung Bộ.
Trên địa bàn thành phố năm 2014 có gần 224 trang trại với nhiều loại hình trồng trọt, chăn nuôi kết hợp đạt hiệu quả kinh tế cao với diện tích sử dụng gần 1.000 ha, trở thành địa phương phát triển mô hình trang trại lớn nhất tỉnh. Các trang trại ở Tam Điệp đã thu hút hơn 5.000 lao động có việc làm thường xuyên và hàng nghìn lao động thời vụ như chăm sóc, thu hoạch các loại cây trồng.

### Đặc sản
- Dứa Đồng Giao là thương hiệu nông sản của vùng đất Tam Điệp, Ninh Bình. Quả dứa Đồng Giao có mặt trong sách Top 50 trái cây đặc sản nổi tiếng nhất Việt Nam,[21] đã được Cục Sở hữu trí tuệ bảo hộ chỉ dẫn địa lý [22] Dứa Đồng Giao cùng với cá rô Tổng Trường, dê núi và cơm cháy Ninh Bình được coi là những đặc sản ẩm thực tiêu biểu của Ninh Bình.
- Ốc núi Tam Điệp: là một loại đặc sản ẩm thực đặc trưng của thành phố này. Loài ốc núi khá hiếm, chỉ có ở vùng núi Nho Quan, Tam Điệp, Yên Mô, chúng sống vùi mình trong đất, trong kẽ đá các khu núi đá vôi, từ tháng 4 tới tháng 8, sau những trận mưa, chúng mới xuất hiện. Vào buổi sáng, chúng bò ra vách núi kiếm ăn, thức ăn của chúng là cỏ hoang và thảo dược trên vách đá.[23]
- Tam Điệp còn có một số đặc sản làng nghề khác như: hoa đào Đông Sơn là thủ phủ của thương hiệu đào phai Tam Điệp, nông trường chè Trại Quang Sỏi.

## Dân số
Thành phố Tam Điệp có diện tích 104,98 km², dân số năm 2022 là 63.827 người, mật độ dân số đạt 608 người/km².
Thành phố Tam Điệp có diện tích 104,93 km², dân số năm 2021 là 64.644 người, mật độ dân số đạt 616 người/km².
Thành phố Tam Điệp có diện tích 104,98 km², dân số năm 2019 là 62.866 người, mật độ dân số đạt 604 người/km².

## Quy hoạch

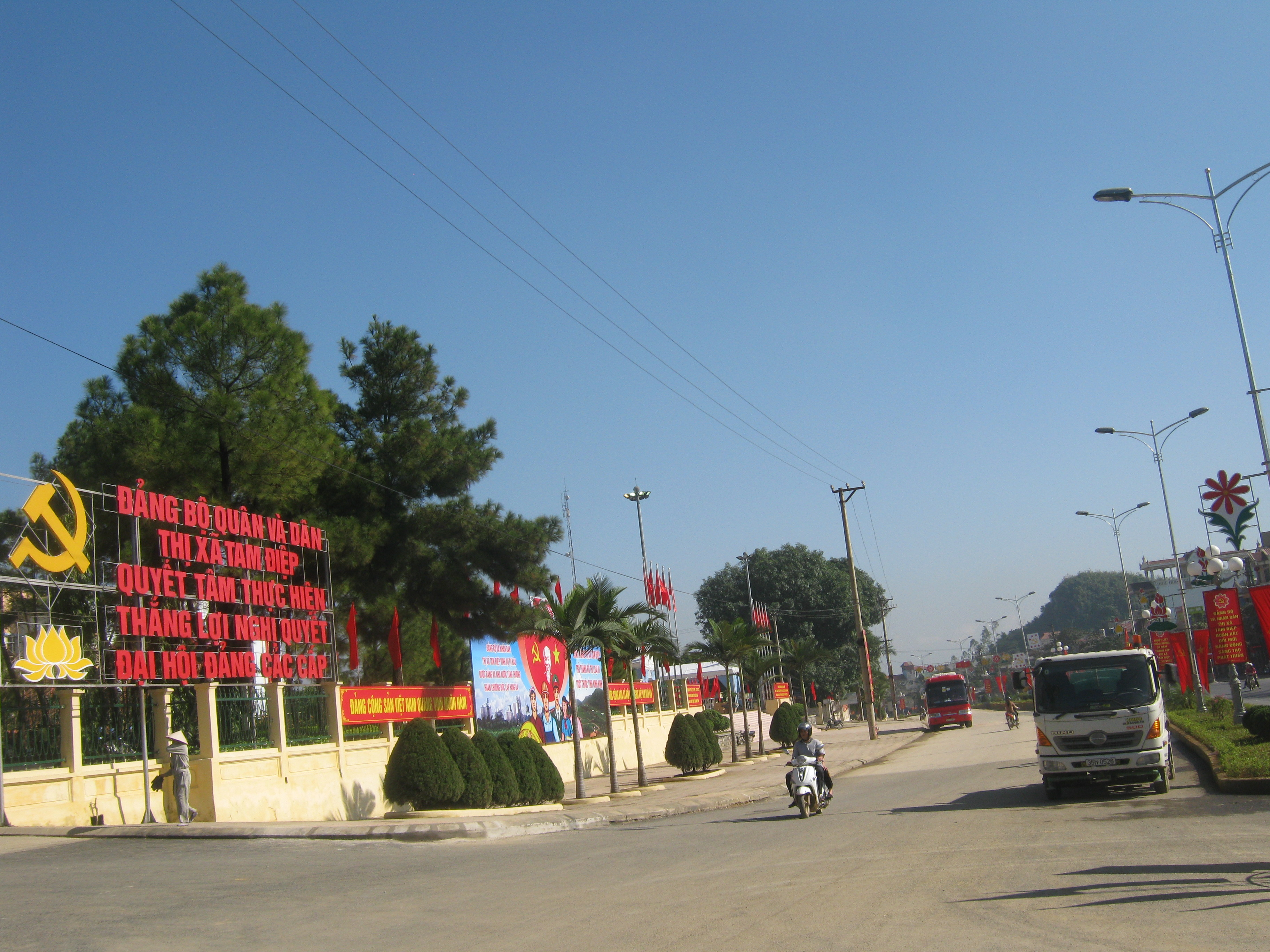
Thành ủy Tam Điệp

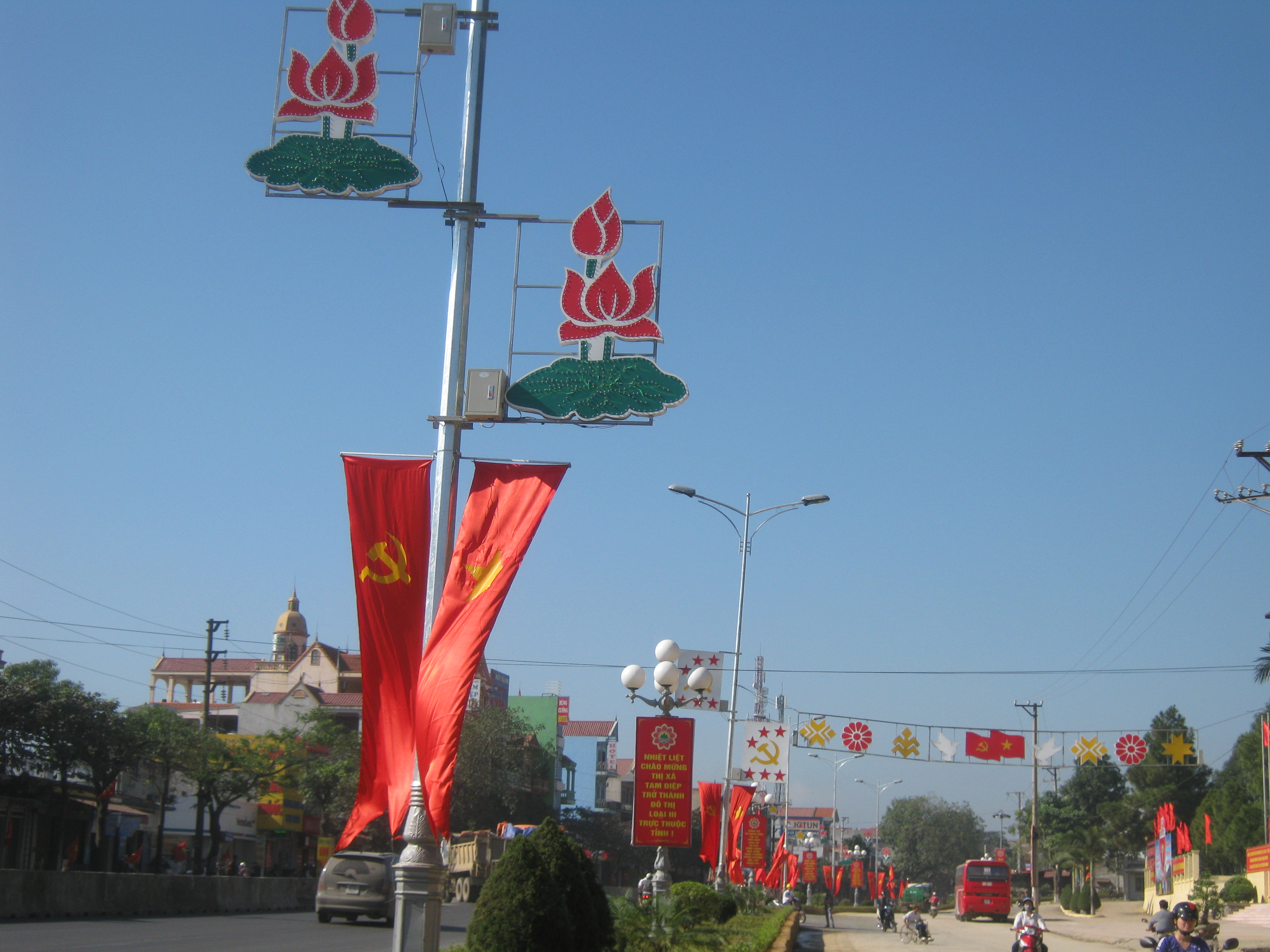
Đại lộ Quang Trung

### Định hướng quy hoạch
- Tam Điệp lấy trục Quốc lộ 1 là trục chính Đông Bắc - Tây Nam của đô thị; trục quốc lộ 12B và đường Đồng Giao là trục chính Đông Nam - Tây Bắc của Đô thị.[25]
- Quy hoạch đường Đồng Giao từ Quốc lộ 1 đến Công viên động vật hoang dã Quốc gia và rừng Cúc Phương là trục cảnh quan chính của đô thị.
- Hướng phát triển: 2 bên trục Quốc lộ 1, tỉnh lộ 480D, quốc lộ 12B, quốc lộ 21B một phần xã Quang Sơn, Đông Sơn.

### Đô thị
Là thành phố miền núi nhưng Tam Điệp có lợi thế là đường Quốc lộ 1, quốc lộ 12B, quốc lộ 21B, cao tốc và Đường sắt Bắc Nam đi qua. Với những lợi thế đó Tam Điệp đang phát triển vươn lên trở thành một đô thị trung tâm vùng Nam Bắc Bộ. Một số công trình đô thị đặc trưng của thành phố:
| - Nhà văn hóa trung tâm - MSB Tam Điệp, Số 616, tổ 11 P.Bắc Sơn, Tp Tam Điệp. Điện thoại: 02297306688 - VietinBank Tower - Siêu thị Viettel - Siêu thị Thế giới di động - Siêu thị Đồng Giao - Siêu thị Long Việt - Đại lộ Quang Trung - Công viên Bắc Sơn - Công viên Trung Sơn | - Quảng trường Hoàng đế Quang Trung - Khách sạn Xanh - Phố Hàng Bàng - Bảo tàng Tam Điệp - Thiên Hà GALAXY Hotel - AGRIBANK Tam Điệp - Bộ Tư lệnh Quân đoàn 1, - Bảo tàng Binh đoàn Quyết Thắng, - Nhà thi đấu Trường Cao đẳng Việt Xô |

Các công trình, dự án đang được triển khai:
- Công trình dân dụng công nghiệp: Khu đô thị mới tây Đồng Giao; Khách sạn Hồ Yên Thắng;
- Công trình giao thông: cầu vượt đường sắt tại Ngoặt Kéo; Dự án nâng cấp Quốc lộ 1 đoạn ngã 3 chợ chiều đến Dốc Xây; Dự án đại lộ Đồng Giao; Quốc lộ 12B. Các dự án nâng cấp hệ thống đường đô thị như: đường Quyết Thắng; đường Lê Hồng Phong; đường Kim Đồng; đường Vạn Xuân; đường Lê Đại Hành; đường Ngọc Hồi; đường Trần Hưng Đạo.

### Quảng trường Quang Trung
Ngày 21 tháng 12 năm 2013, thành phố Tam Điệp đã tổ chức Hội thảo Lựa chọn địa điểm và xây dựng Quảng trường tượng đài Hoàng đế Quang Trung. Đây cũng là quảng trường trung tâm thành phố Tam Điệp tương lai.
Với tổng diện tích Quy hoạch khoảng 1.000.000 m2. Quần thể Quảng trường Hoàng Đế Quang Trung được xây dựng bao gồm các hạng mục:
- Tượng đài
- Quảng trường
- Đền thờ
- Công viên
- Đường giao thông

## Du lịch

### Phòng tuyến Tam Điệp

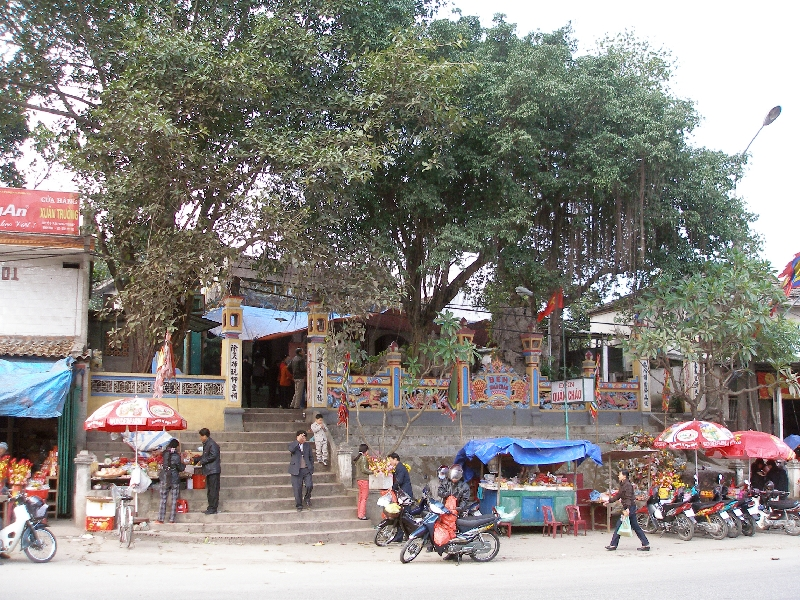
Đền Quán Cháo ở phòng tuyến Tam Điệp

Tam Điệp là địa danh lịch sử gắn liền với chiến thắng lịch sử của nghĩa quân nhà Tây Sơn trong sự nghiệp giải phóng Thăng Long. Nơi đây còn lưu giữ nhiều chứng tích lịch sử văn hóa.
Quần thể di tích Phòng tuyến Tam Điệp - Biện Sơn thuộc thành phố Tam Điệp được công nhận gồm 2 cụm di tích: 
- Cụm A có các di tích: Đèo Tam Điệp (đèo Ba Dội), Kẽm Đó, luỹ Ông Ninh, đoạn đường Thiên lý cũ.
- Cụm B có các di tích: có luỹ Quèn Thờ.

Ngoài ra còn phải kể đến hệ thống núi đá vôi của quần thể di sản thế giới Tràng An nằm trên các phường Tân Bình và xã Yên Sơn.

### Di tích khảo cổ
Tam Điệp cũng là vùng đất cổ với hàng loạt các di chỉ khảo cổ học được khai quật là:
1. Di tích khảo cổ học núi Ba (phường Bắc Sơn) là nơi xuất lộ những khối trầm tích cổ sinh cách đây khoảng 300.000 năm cùng một số hang động có dấu ấn của cư dân văn hóa Hòa Bình cách ngày nay trên dưới 10.000 năm.
2. Di tích khảo cổ học Thung Lang (phường Nam Sơn) tại đây đã tìm thấy răng người Homo Erectus cách đây khoảng 30.000 năm thuộc nền văn hóa Tràng An cùng một số dấu ấn cho thấy có sự xuất hiện của cư dân cách đây trên dưới 10.000 năm thuộc văn hóa Hòa Bình.
3. Di tích khảo cổ học hang Đáo (xã Đông Sơn) nơi đây có tìm thấy những công cụ đồ đá của cư dân văn hóa Hòa Bình.
4. Di tích khảo cổ học hang Yên Ngựa (phường Trung Sơn) xuất lộ dấu ấn cư dân văn hóa Hòa Bình.
5. Di tích khảo cổ học hang Dẹ (phường Nam Sơn) có dấu ấn của cư dân văn hóa Hòa Bình ở giai đoạn sớm trên 10.000 năm.
6. Di tích khảo cổ học núi hang Sáo (xã Quang Sơn) là hang động và mái đá có dấu ấn của cư dân văn hóa Hòa Bình và cư dân văn hóa Đa Bút sống cách ngày nay từ 5.000 đến 10.000 năm.
7. Cụm di tích khảo cổ học hang ốc; Núi ốp thuộc quần thể danh thắng Tràng An (xã Yên Sơn) xuất lộ dấu ấn cư dân văn hóa Đa Bút và cư dân văn hóa Đông Sơn.
8. Di tích khảo cổ học hang Khỉ (xã Đông Sơn) xuất lộ một số mảnh gốm cùng vỏ nhuyễn thể trên bề mặt nơi đây có dấu ấn văn hóa Đa Bút.
9. Di tích khảo cổ học núi Hai (phường Bắc Sơn) xuất lộ rất nhiều gốm và xương động vật thuộc thời đại kim khí cách đây khoảng 3.000 năm.

### Các di tích khác
- Bảo tàng Binh đoàn Quyết Thắng: là bảo tàng lịch sử quân sự, trưng bày, tuyên truyền giới thiệu các tài liệu, hiện vật có giá trị lịch sử, văn hoá, khoa học, phản ánh quá trình xây dựng, chiến đấu, trưởng thành của Binh đoàn Quyết thắng trong sự nghiệp giải phóng dân tộc, thống nhất đất nước, xây dựng và bảo vệ Tổ quốc.
- Sân golf Yên Thắng được xây dựng ở xã Đông Sơn xã Yên Thắng với quy mô 54 lỗ hứa hẹn trở thành khu du lịch giải trí chất lượng cao ở miền Bắc.
 Hiện thành phố cũng đang xây dựng hạ tầng khu vui chơi giải trí trung tâm của khu du lịch hồ Đồng Thái nằm ở vùng giáp ranh giới với huyện Yên Mô.
- Đồi Dù Resort: Khu du lịch đồi Dù được xây dựng tại phía bắc bờ hồ Yên Thắng, thuộc địa phận phường Trung Sơn, gồm có nhà nghỉ sinh thái, câu cá, chòi ăn uống, khuôn viên, bể nuôi cá sấu...
- Đình Quang Hiển: Đình Quang Hiển thuộc phường Tân Bình thờ ba nhân vật chính là Hoàng Tín Công, Hoàng Đại Công, Hoàng Thống Công là những vị tướng dưới thời Hùng Vương được sắc phong là Thành hoàng làng. Tại đây vẫn còn nhiều di tích mang đậm dấu ấn lịch sử như tấm bia đá ghi việc Thiếu bảo Từ Quận công, tước Đông Sơn hầu mở núi làm đường, bắc cầu, lập chợ tại khu núi Ông – hang Phật – quèn Ma cho thấy vào khoảng thế kỷ thứ XVI nơi đây đã có cư dân đông đúc, bán buôn sầm uất và cũng là nơi có nhiều doanh trại quân đội đóng. Khu di tích này là những thắng cảnh của địa phương, là tư liệu quý để các nhà nghiên cứu tìm hiểu về lịch sử xã hội vùng Tam Điệp, Yên Mô, Ninh Bình vào giai đoạn Nam – Bắc triều trong thế kỷ thứ XVI.
- Khu di tích chùa Quang Sơn - đền Mẫu Thượng thuộc địa phận thôn Tân Thượng, xã Quang Sơn, là công trình kiến trúc Phật giáo nổi tiếng ở thành phố Tam Điệp. Trong một trận đánh Lê Lợi bị giặc Minh đuổi tới khu vực Đồng Giao thì gặp xác một người phụ nữ đã bị mối xông, vua vội đắp đất mà không để ý quân giặc đã đuổi tới gần. Tình thế cấp bách vua vội nấp vào gốc cây đa rất to ở gần đó. Giặc có con chó săn rất giỏi tìm người, trận đánh nào chúng cũng cho chó đi theo và chưa khi nào nó tìm sai. Đến gần gốc cây đa nơi vua Lê Lợi đang nấp, bất ngờ từ trong gốc đa có một con cáo chạy ra, đánh lạc hướng quân địch; nhờ vậy vua Lê Lợi được cứu thoát. Vua cho rằng chính vong hồn của người phụ nữ vừa được nhà Vua lấp đã hoá thành con cáo để cứu mình nên cho quân lập đền thờ hồ ly phu nhân và phong cho cô gái là "Bạch Diện Sơn Tinh công chúa" để ghi nhớ ơn cứu mạng. Từ đó nhân dân trong vùng Tam Điệp truyền tụng nhau và đến đây lễ rất đông, đền thuộc địa phận thôn Tân Thượng xã Quang Sơn nên thường gọi là đền Mẫu thượng, hiện nay vẫn còn ở thành phố Tam Điệp.[26]. Đền Mẫu Thượng còn thờ Mẫu Liễu Hạnh, Mẫu Thượng Ngàn, Mẫu Thoải, đức thánh Trần, ông Hoàng Bảy, ông Hoàng Ba, Ông Hoàng Mười...
- Chùa Lý Nhân: Chùa Lý Nhân thuộc địa phận thôn Lý Nhân, phường Yên Bình. Chùa thờ Phật, hệ thống tượng thờ trong chùa được bài trí tại tòa Thượng điện và tòa Tiền đường. Chùa là nơi giảng đạo cho các tăng ni, phật tử, là nơi sinh hoạt văn hoá tôn giáo cho nhân dân trong phường và các vùng lân cận.
- Nhóm di tích phía Tây Nam của Quần thể danh thắng Tràng An trên địa bàn Tam Điệp có các di tích; Núi ốc; Núi ốp; Đồi Ông Cẩm (xã Yên Sơn) thuộc giai đoạn Văn hóa Đông Sơn cách ngày nay khoảng 2.000 năm xa hơn nữa về phía Tây Nam có di tích Núi Một; di tích Núi Hai (phường Bắc Sơn, thành phố Tam Điệp), thuộc giai đoạn trước Văn hóa Đông Sơn có niên đại cách ngày nay khoảng 3.000 năm cho thấy nhóm cư dân cổ ở Tràng An có quan hệ qua lại với nhóm cư dân ở khu vực đồi núi đá vôi Tam Điệp.

## Kết nghĩa
Thị xã Giá Rai, tỉnh Bạc Liêu, Việt Nam.

## Hình ảnh

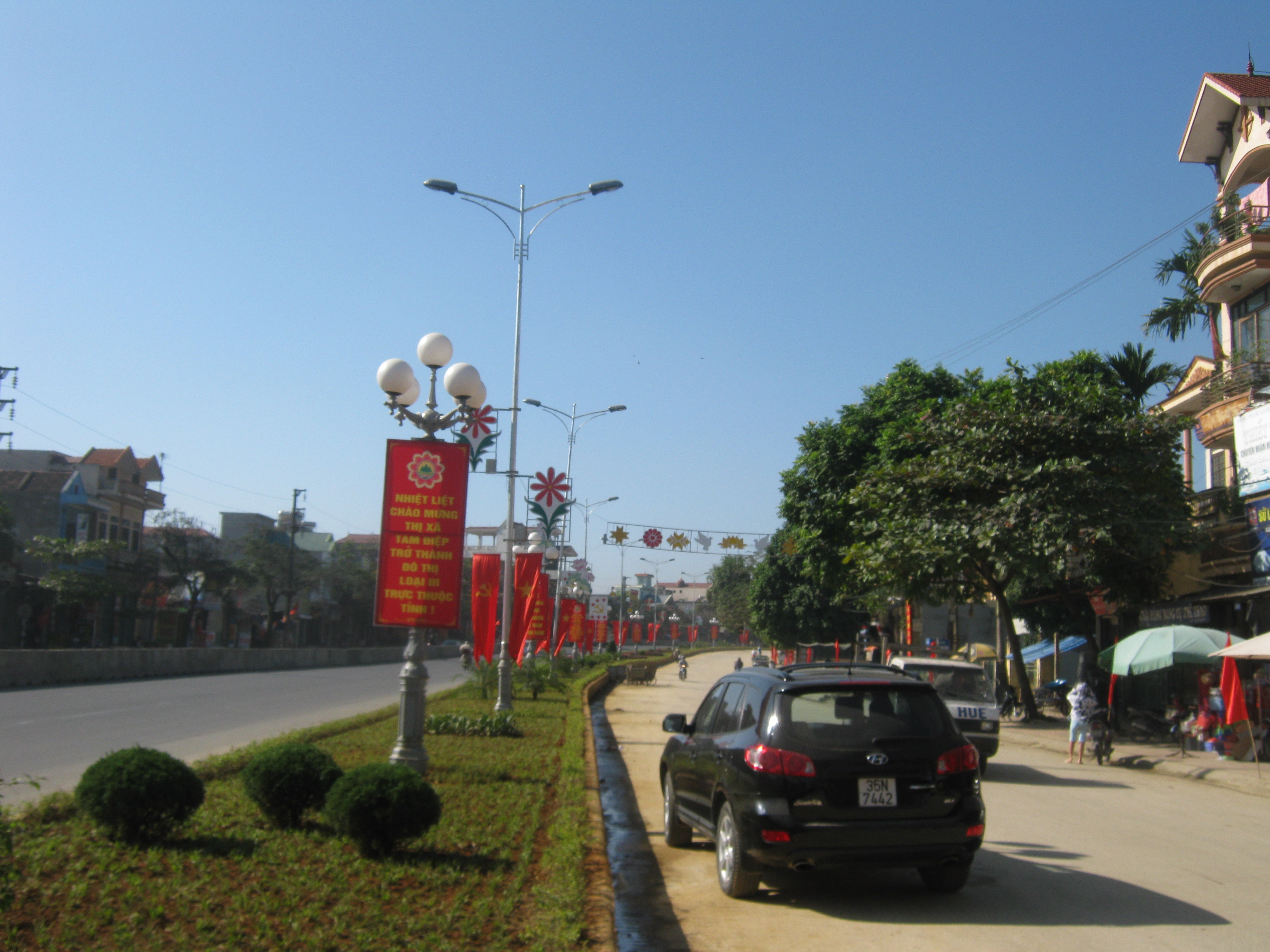
Quốc lộ 1, đoạn qua Tam Điệp
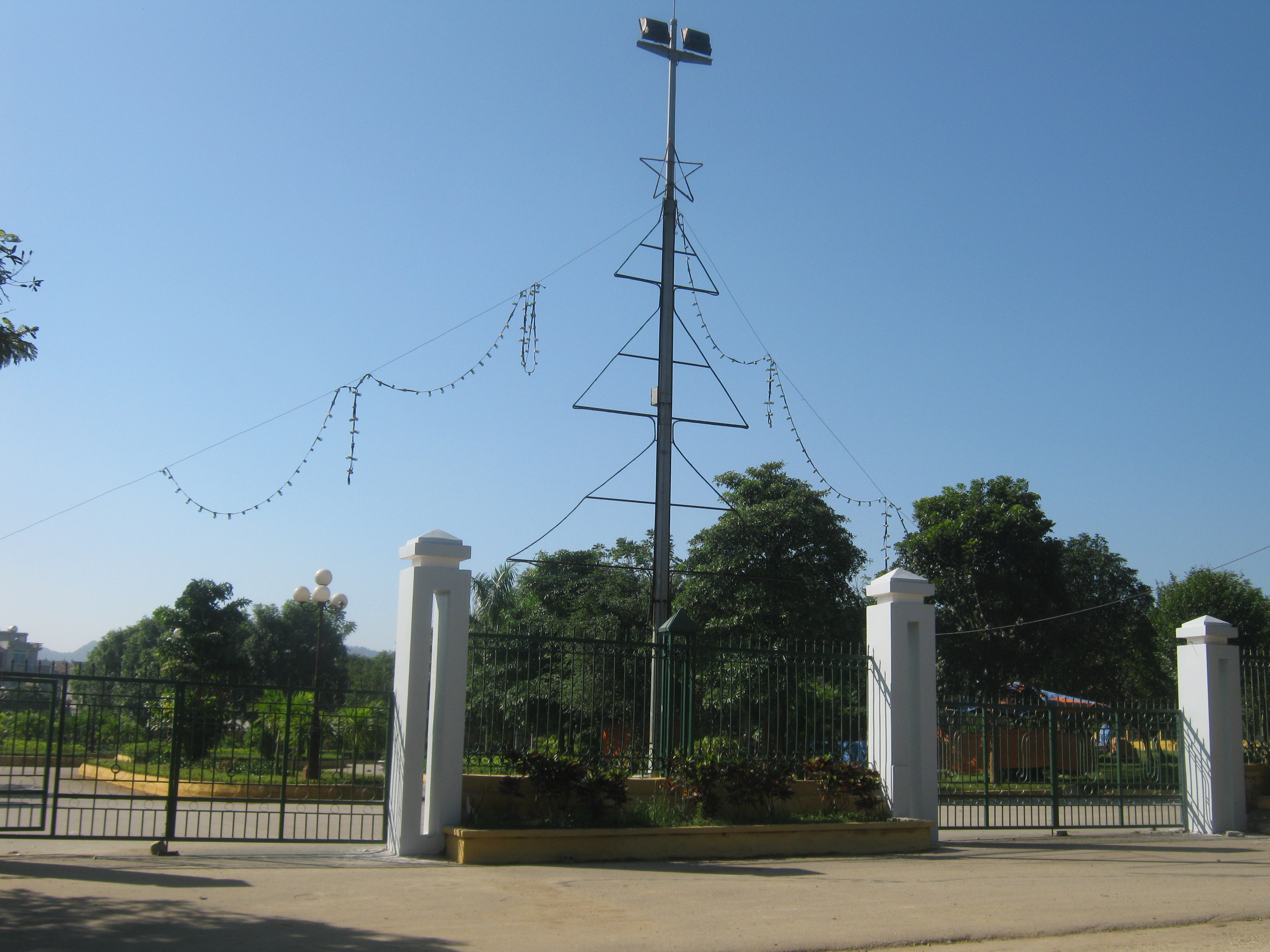
Một công viên ở Tam Điệp
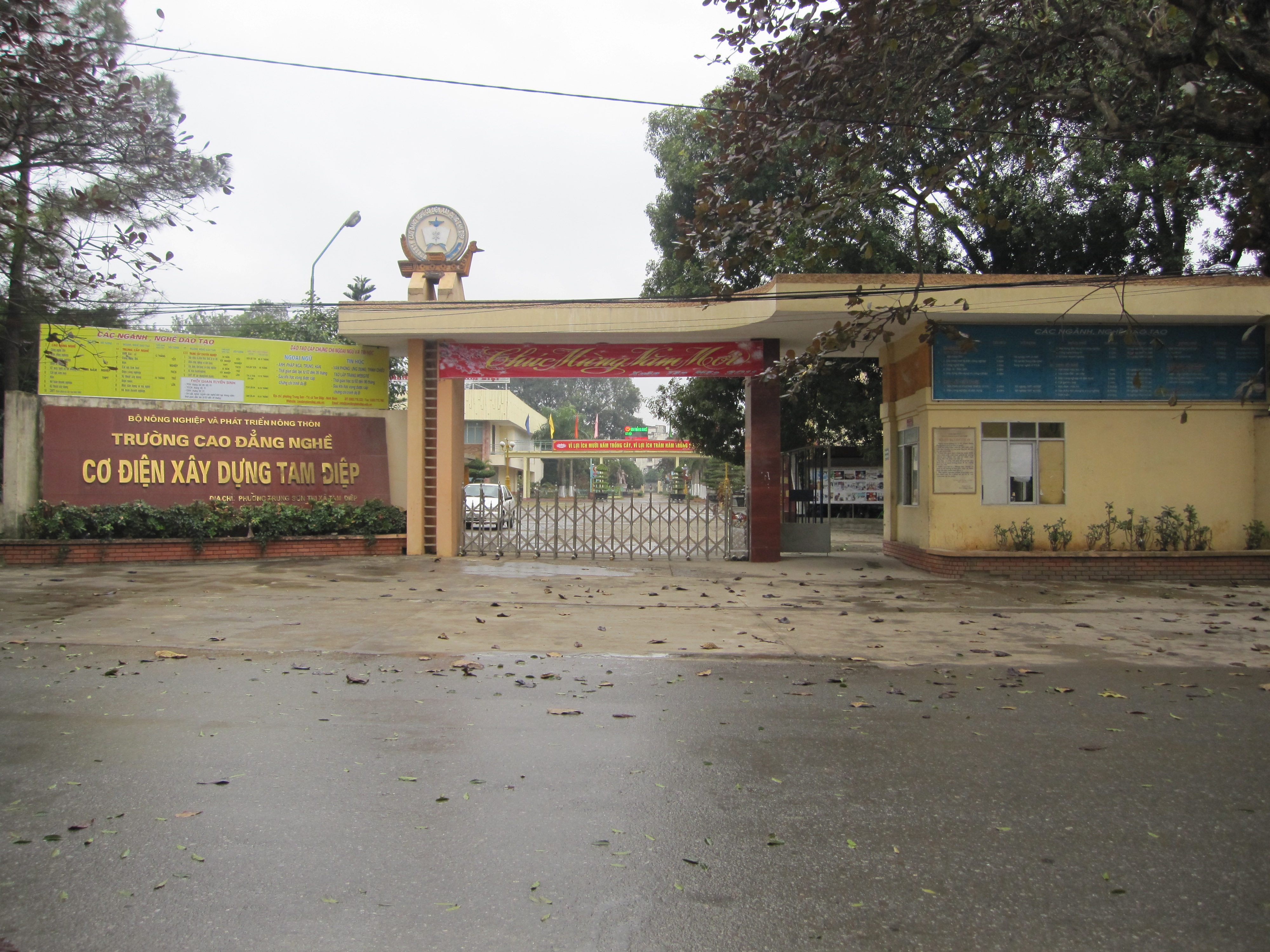
Trường cao đẳng nghề cơ điện xây dựng Việt Xô
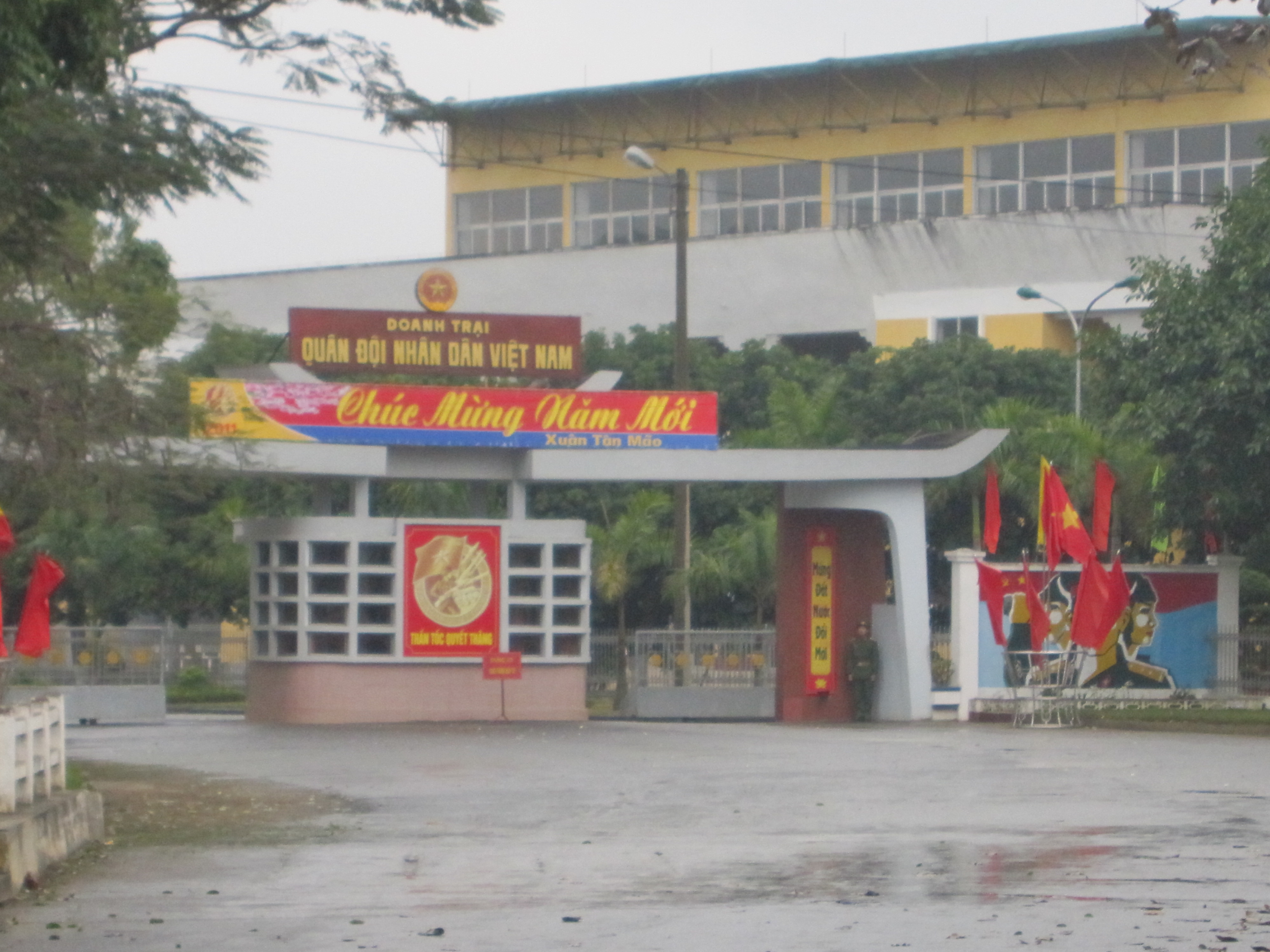
Trụ sở Quân đoàn I
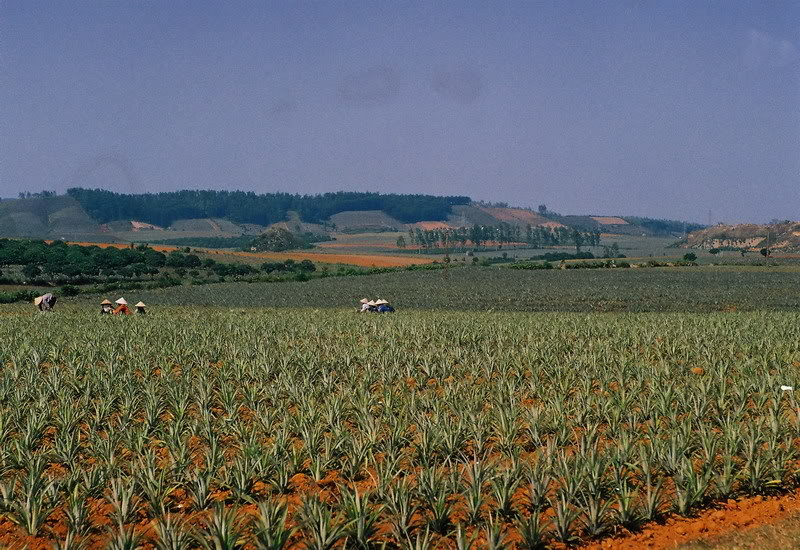
Nông trường dứa Đồng Giao
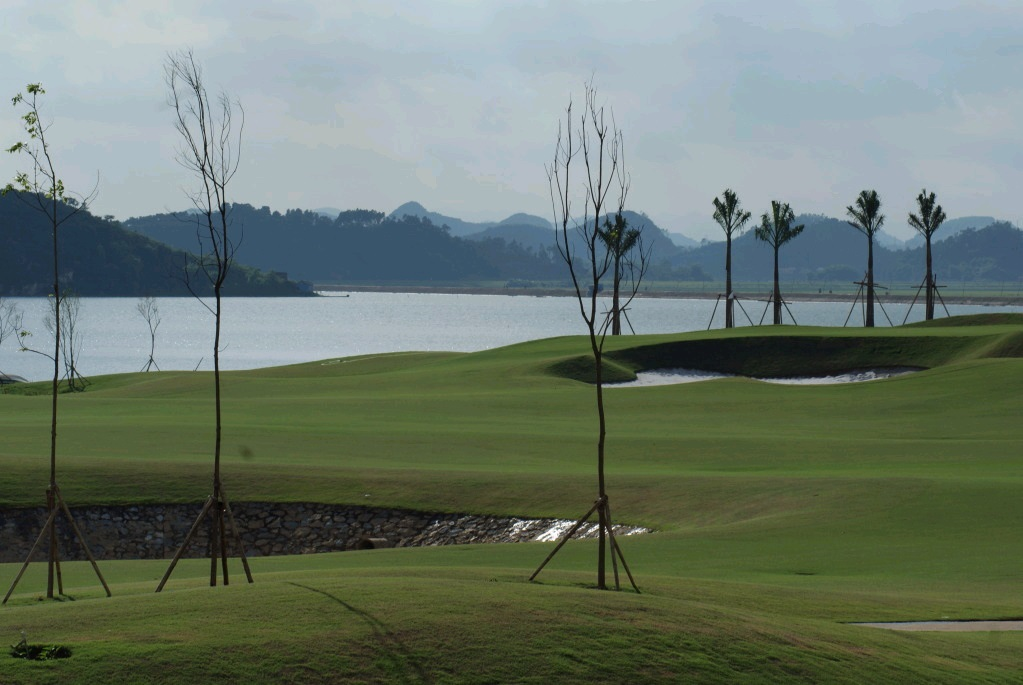
Sân golf Hoàng Gia Hồ Yên Thắng
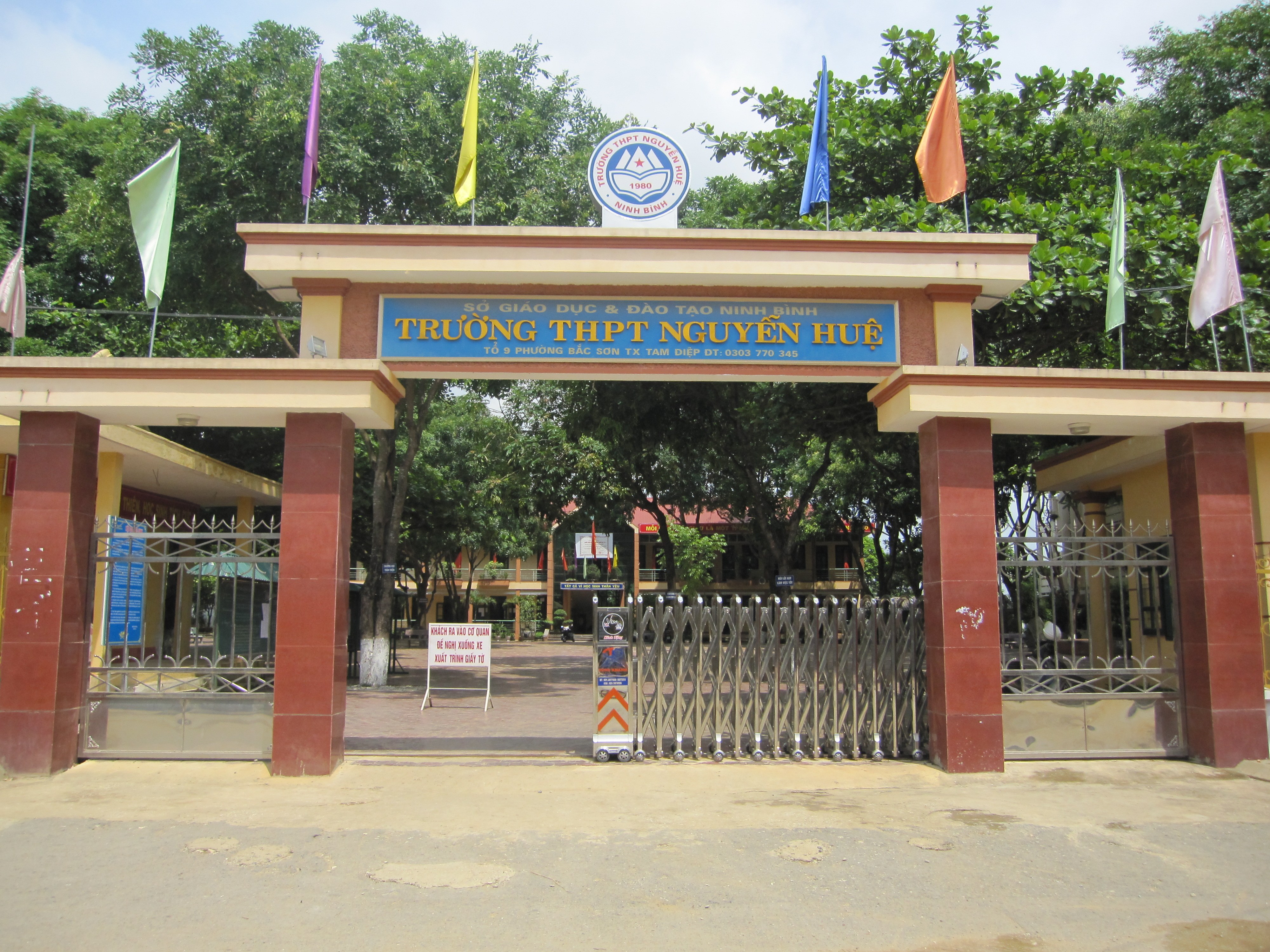
Trường THPT Nguyễn Huệ
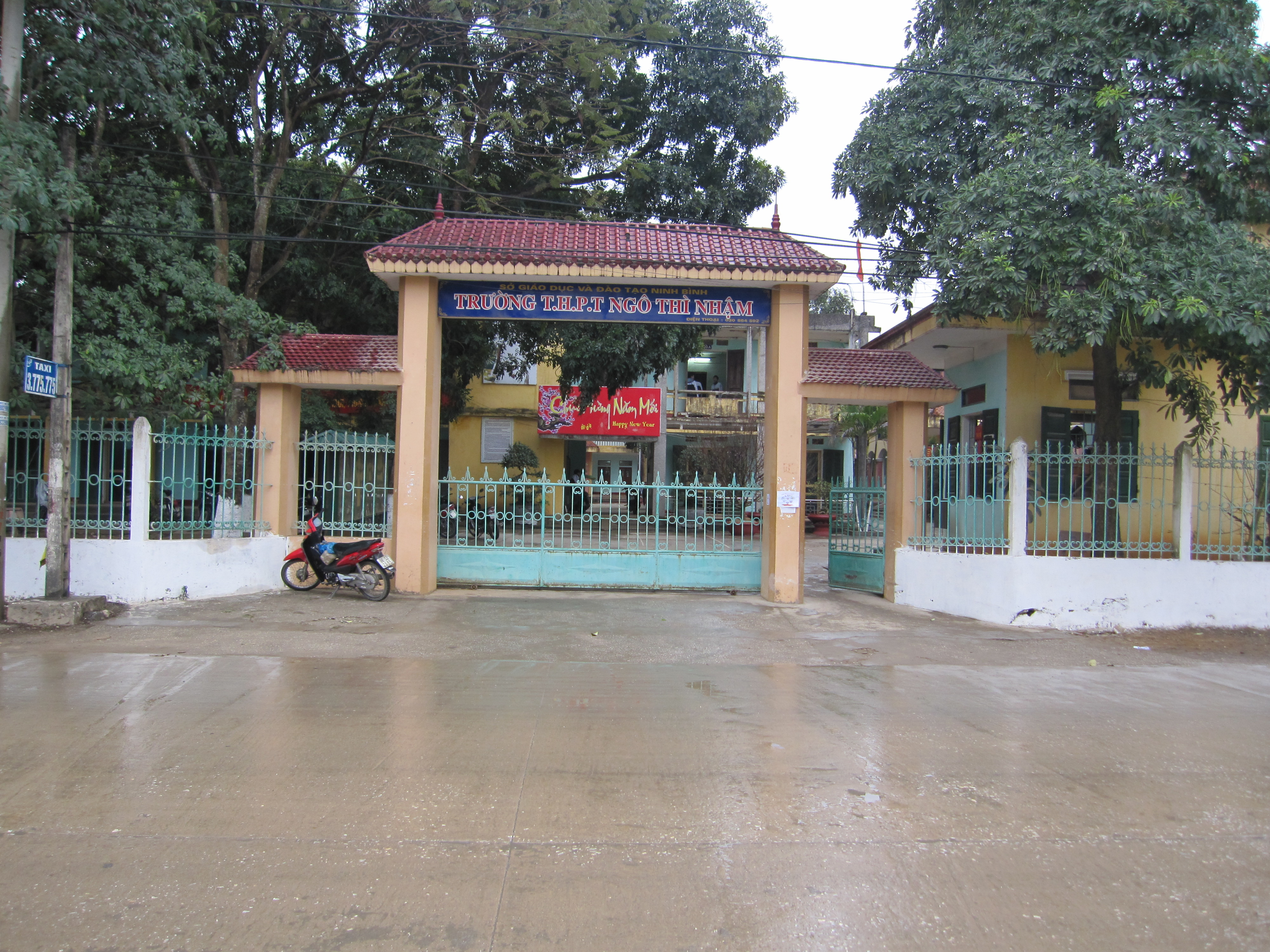
Trường THPT Ngô Thì Nhậm
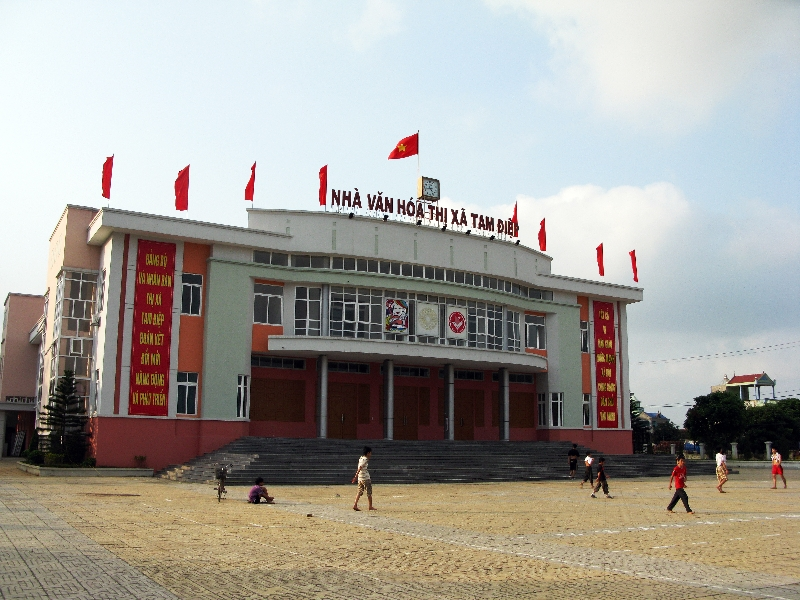
Nhà văn hóa thành phố
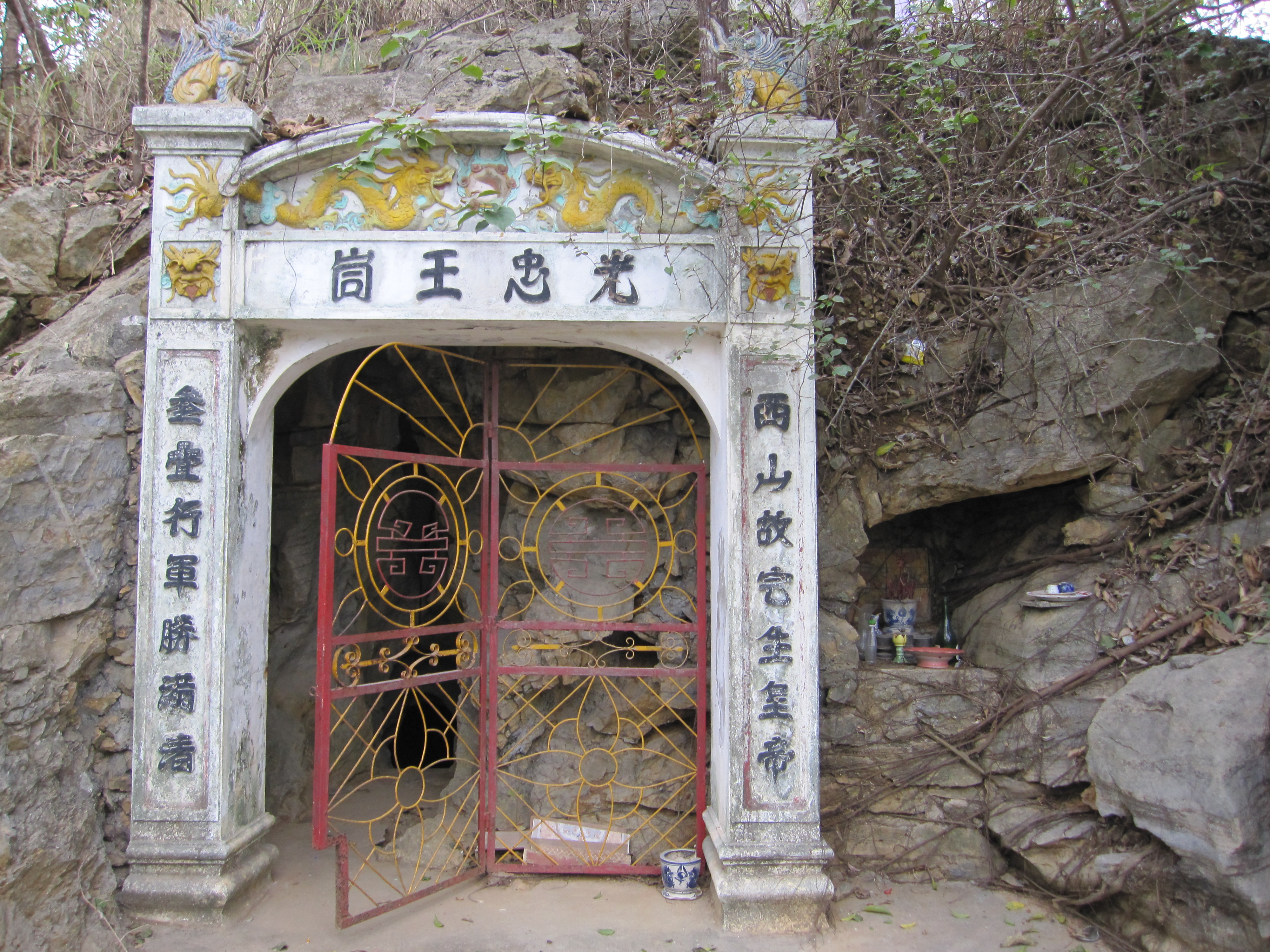
Hang thờ trên núi Vương Ngự Quang Trung
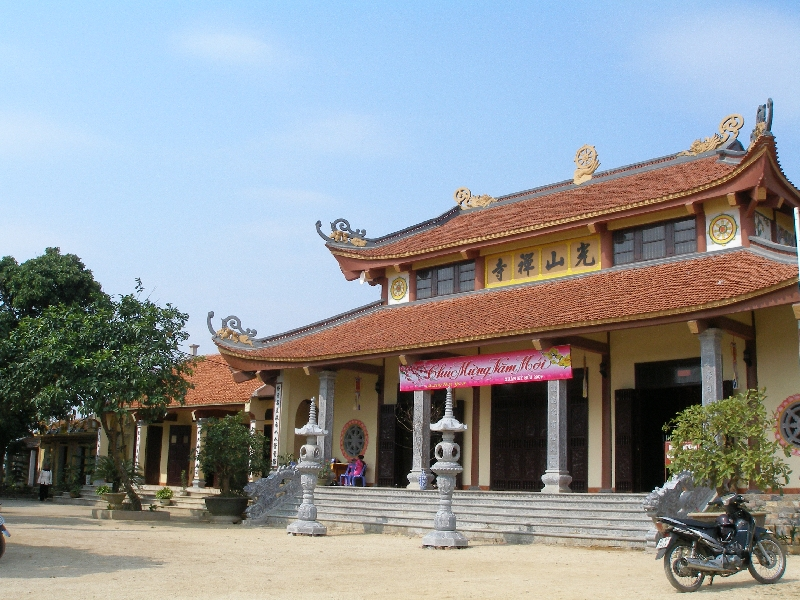
Chùa Quang Sơn
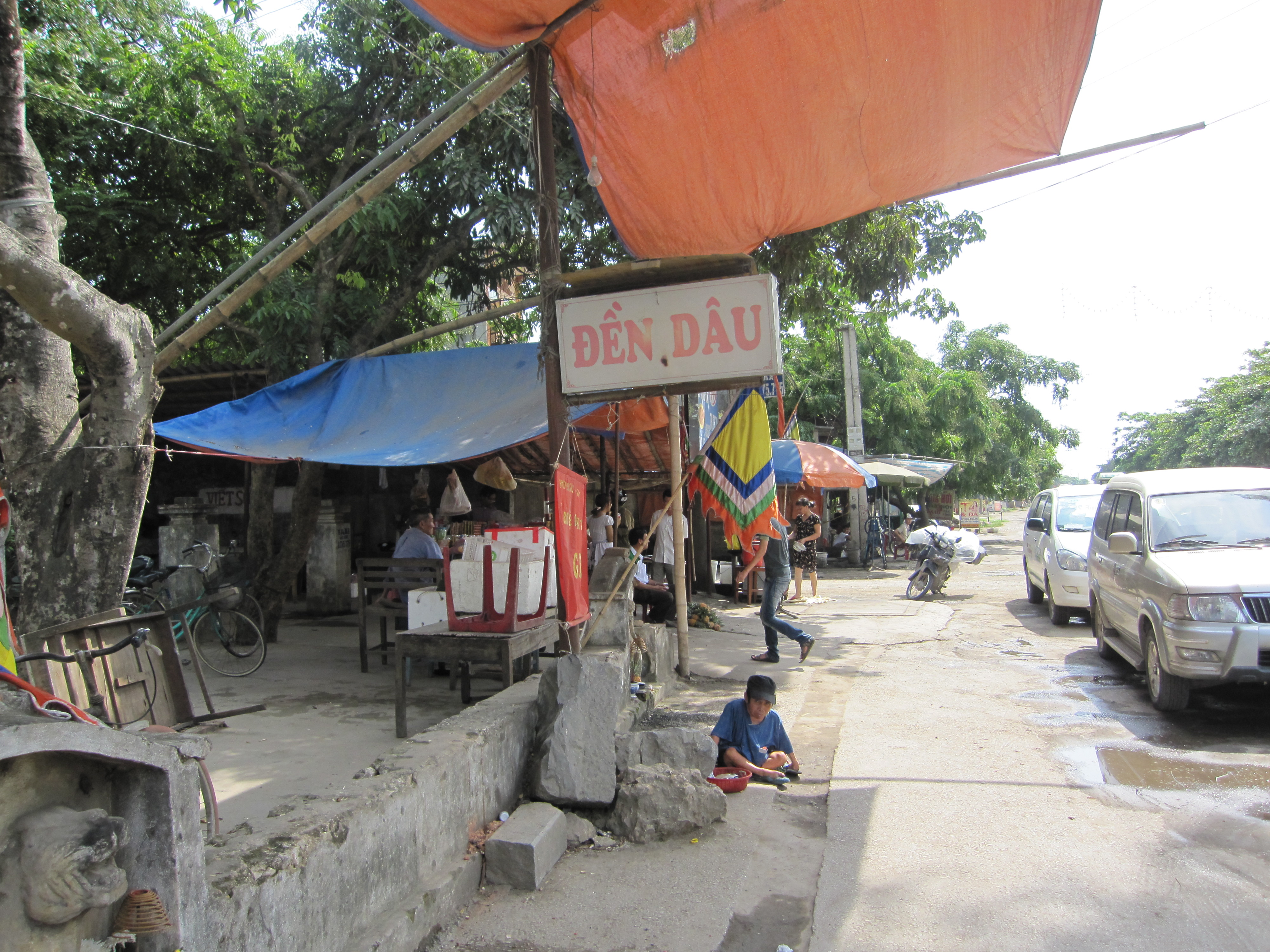
Đền Dâu
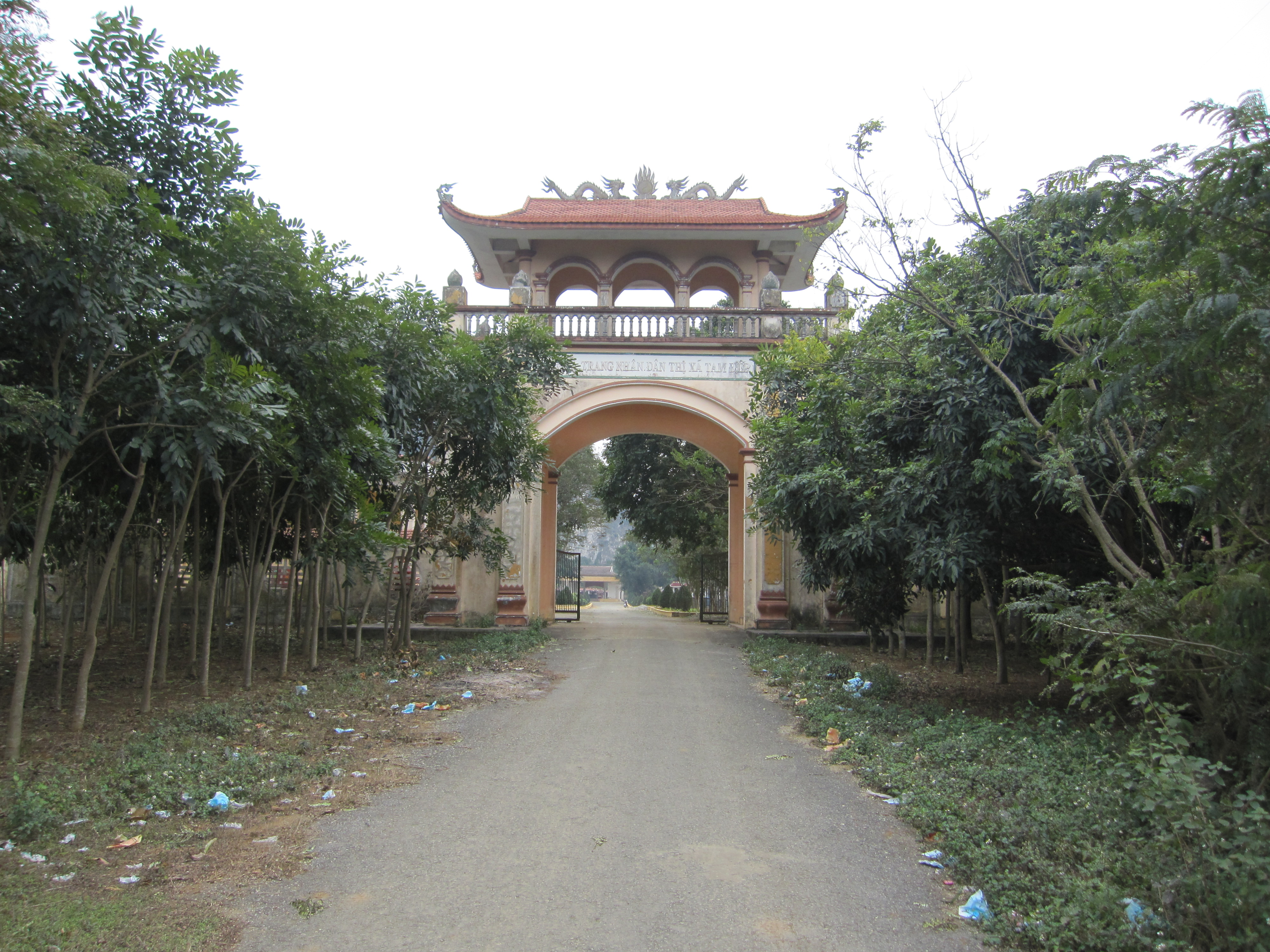
Nghĩa trang Thung Lang

## Giao thông
Thành phố là đầu mối giao thông cửa ngõ của vùng Bắc Trung Bộ và vùng đồng bằng Sông Hồng, có hệ thống giao thông đối ngoại thuận lợi: 
- Quốc lộ 1 chạy qua trung tâm thành phố với tổng chiều dài khoảng 11 km;
- Quốc lộ 12B dài 7,1 km từ Cồn Nổi qua Tam Điệp đi Nho Quan - Hòa Bình;
- Quốc lộ 21B từ Thịnh Long vượt sông Đáy qua Kim Sơn đến Tam Điệp;
- Đường cao tốc Bắc Nam đoạn Mai Sơn - Quốc lộ 45 đi qua Tam Điệp;
- Tuyến đường sắt Bắc - Nam với tổng chiều dài khoảng 11 km và có 2 nhà ga để vận chuyển hàng hóa là ga Ghềnh và ga Đồng Giao.

| TP. Hà Nội    | 105 |
| TP. Hải Phòng | 165 |
| Tp. Vinh      | 190 |
| Tp. Thái Bình | 65  |
| Tp. Hòa Bình  | 125 |
| Tp. Thanh Hóa | 47  |
| Tp. Nam Định  | 42  |
| Tp. Phủ Lý    | 48  |
| Tp. Ninh Bình | 14  |
| TT. Phát Diệm | 25  |
| TT. Nho Quan  | 30  |